# Нормандська повітрянодесантна операція

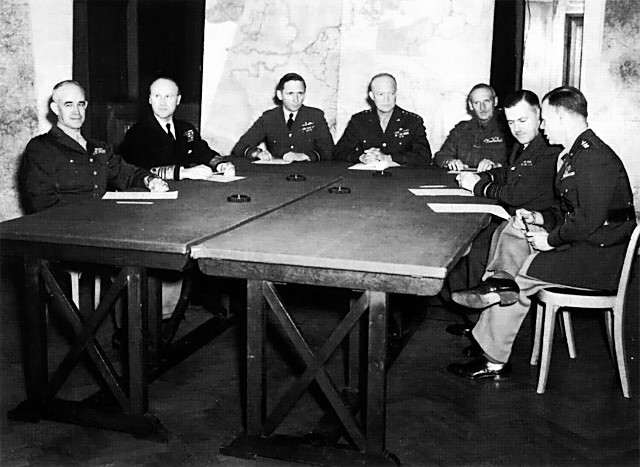
Керівництво операцією «Оверлорд». Зліва направо. Командувач 1-ї американської армії генерал-лейтенант О. Бредлі, командувач ВМС сил вторгнення адмірал Королівського ВМФ Великої Британії Б. Рамсей, заступник Верховного головнокомандувача Союзних експедиційних сил в Європі маршал Королівських повітряних сил А. Теддер, Верховний головнокомандувач Союзних експедиційних сил у Європі генерал Д. Ейзенхауер, командувач 21-ї групи армій фельдмаршал Б. Монтгомері, командувач ВПС сил вторгнення головний маршал ПС Т. Лі-Меллорі, начальник штабу Союзних експедиційних сил в Європі генерал-лейтенант В. Сміт

Норма́ндська пові́трянодеса́нтна опера́ція — військова операція американських і британських повітрянодесантних військ, проведена протягом 6 червня — 13 липня 1944 року на території окупованої німцями Франції. Складова висадки військ союзників у Нормандії. Одна з наймасштабніших повітрянодесантних операцій в історії збройних сил Великої Британії та США.
Головним завданням операції було сприяння вторгненню основних сил морського десанту на флангах зони висадки. Американський компонент повітряного десанту діяв на правому фланзі в районі плацдарму «Юта», у той час, як британський десант діяв ліворуч у районі плацдарму «Сорд». 13 100 американських десантників та 8 500 британських парашутистів здійснили десантування уночі «Дня Д». Згодом союзники перекинули ще 3 937 десантників зі складу планерних частин. Загалом, повітрянодесантними військами союзників було проведено 3 парашутних та 8 посадкових місій.
Невдачі на першому етапі десантування військ у нічний час призвели до розкидання парашутистів на величезній площі та часткової втрати ефекту раптовості під час захвату об'єктів. Німецькі війська не змогли своєчасно відреагувати на промахи союзників під час висадки, щоби знищити десант. Підрозділи Вермахту тримали досить міцну оборону на об'єктах захоплення, визначених для десантників, проте протягом тижня їх було поступово розгромлено.
Застосування повітряного десанту під час Нормандської операції відіграло значну роль у ході вторгнення союзників до Західної Європи.

## Планування операції
Планування операції із застосуванням повітряного десанту на території Північно-Західної Франції йшло в контексті розробки стратегічної операції «Оверлорд». Після визначення загального задуму операції та місця вторгнення союзників у Європу було вирішено покласти на десант важливе завдання — сприяти успіху висадки з моря головних сил. Для цього Верховне командування Союзних експедиційних сил спланувало застосування повітряного десанту силами 3-х повітрянодесантних дивізій на флангах угруповань, що вторгалися. На американців покладалося завдання полегшити умови висадки на плацдармі «Юта», який на півострові Котантен був відокремлений від основних союзних військ доволі серйозними водними перешкодами.
Ейзенхауер писав: «…виходи з пляжів грали стратегічну роль у наших планах. Якщо противнику вдасться утримати їх, наші війська потрапляють у пастку, поступово знищуються артилерією та іншими вогневими засобами, на що їм немає чим відповісти. Щоб завадити цьому, ми вирішили висадити 2 дивізії американських десантників у глибині плацдарму, з головним завданням — захопити та утримати ці виходи з пляжів.»
Для британців процес планування зосередився навколо міста Кан, володіння яким відігравало значну роль у подальших планах просування союзників углиб континенту. По суті Кан був ключем до прориву з Нормандії у східному напрямку. Тому для створення відповідних умов щодо опанування цим містом, із боку британців виділялася ціла дивізія — 6-та повітрянодесантна під командуванням генерал-майора Річарда Гейла. Хоча вона була сформована лише у квітні 1943 і ще не брала участі в бойових діях, на неї було покладено дуже важливе завдання. Діючи на лівому фланзі в районі плацдарму «Сорд», дивізія мусила захопити та утримати мости на річках та каналах навколо Кана, що відіграли важливу роль у майбутніх наступальних планах англо-американців.

План проведення повітрянодесантної операції на загальному фоні вторгнення в Нормандію

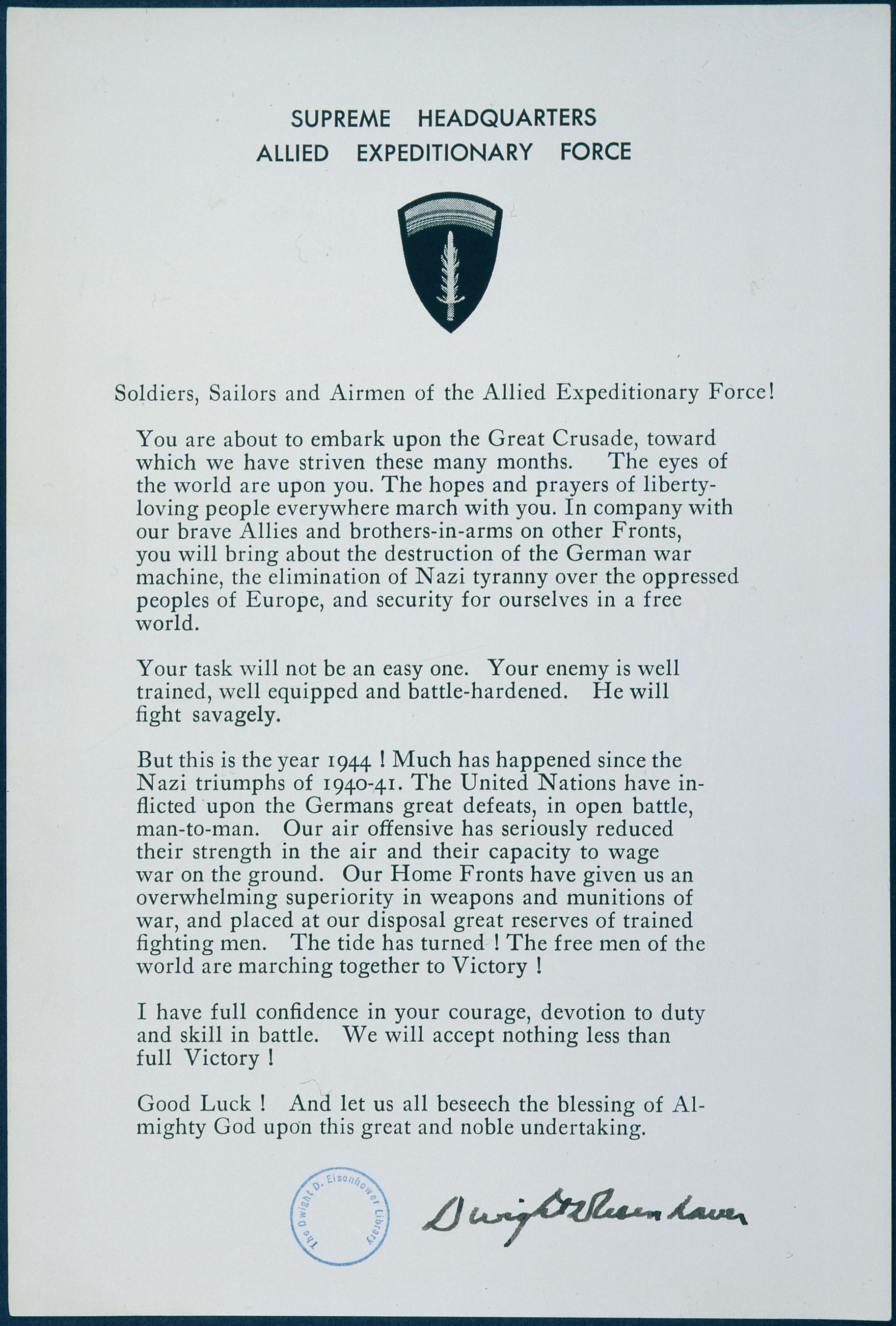
Звернення Верховного Головнокомандувача союзних військ в Європі генерала Д. Ейзенхауера до особового складу союзників перед початком операції у Нормандії. 5 червня 1944

Перед підготовкою вторгнення до Нормандії серед союзників виникли чвари з приводу того, хто буде очолювати хід операції. Після тривалих дебатів вирішили, що незважаючи на відсутність досвіду проведення операцій такого плану, загальне керівництво операцією здійснюватиме британський генерал-лейтенант Фредерік Браунінг. Він був командувачем десантних військ Британії і мав найвище військове звання серед десантників.
Об'єднаний комітет начальників штабів союзників розробив декілька варіантів плану операції, що змінювалися протягом 1943—1944 років. Перша версія плану проведення операції під кодовою назвою «Скайскрепер», передбачала участь в ній менш ніж двох десантних дивізій на околицях Кана та на західному узбережжі півострова Котантен, для підтримки вторгнення до Нормандії п'яти дивізій морського десанту. Після цього пропонувалося у взаємодії з піхотними та танковими військами продовжити бойові дії в загальному напрямку на північний захід на морський порт Шербур. Потім союзники мали намір організувати операцію з прориву оборонних позицій німців у східному напрямку.
23 січня 1944 командування союзників розглянуло перший чорновий варіант плану Нормандської операції. Для десантників найбільш цікавим залишався розділ плану операції в частині, що стосувався участі повітряного десанту. Несподівано в суть справи втрутився начальник штабу Армії США генерал армії Джордж Маршалл. У листі, якого він надіслав генералові Ейзенхауеру, Маршалл настійливо наполягав на проведенні повітрянодесантної операції силами усіх 3-х дивізій поблизу Парижа, обґрунтовуючи це тим, що вторгнення морського десанту пройде дуже швидко, і щоб не гаяти часу, обидва десанти, морський та повітряний, діючи назустріч один одному, зможуть звільнити цю частину Франції дуже швидко. Верховному головнокомандувачу союзників довелося докласти максимум дипломатичних зусиль, щоб переконати свого керівника в тому, що застосування повітряного десанту відіграє більш значну та менш ризиковану роль, якщо його провести безпосередньо в тиловій смузі противника, сприяючи тим самим успіху вторгнення армії з моря. Також він аргументував тим, що, якщо вторгнення в Нормандію піде не за планом, на такій відстані від головних сил десантники 100 % будуть блоковані та розгромлені в лічені години, і командування союзників нічим не зможе цьому завадити. Врешті-решт начальник штабу армії погодився з висновками Ейзенхауера.

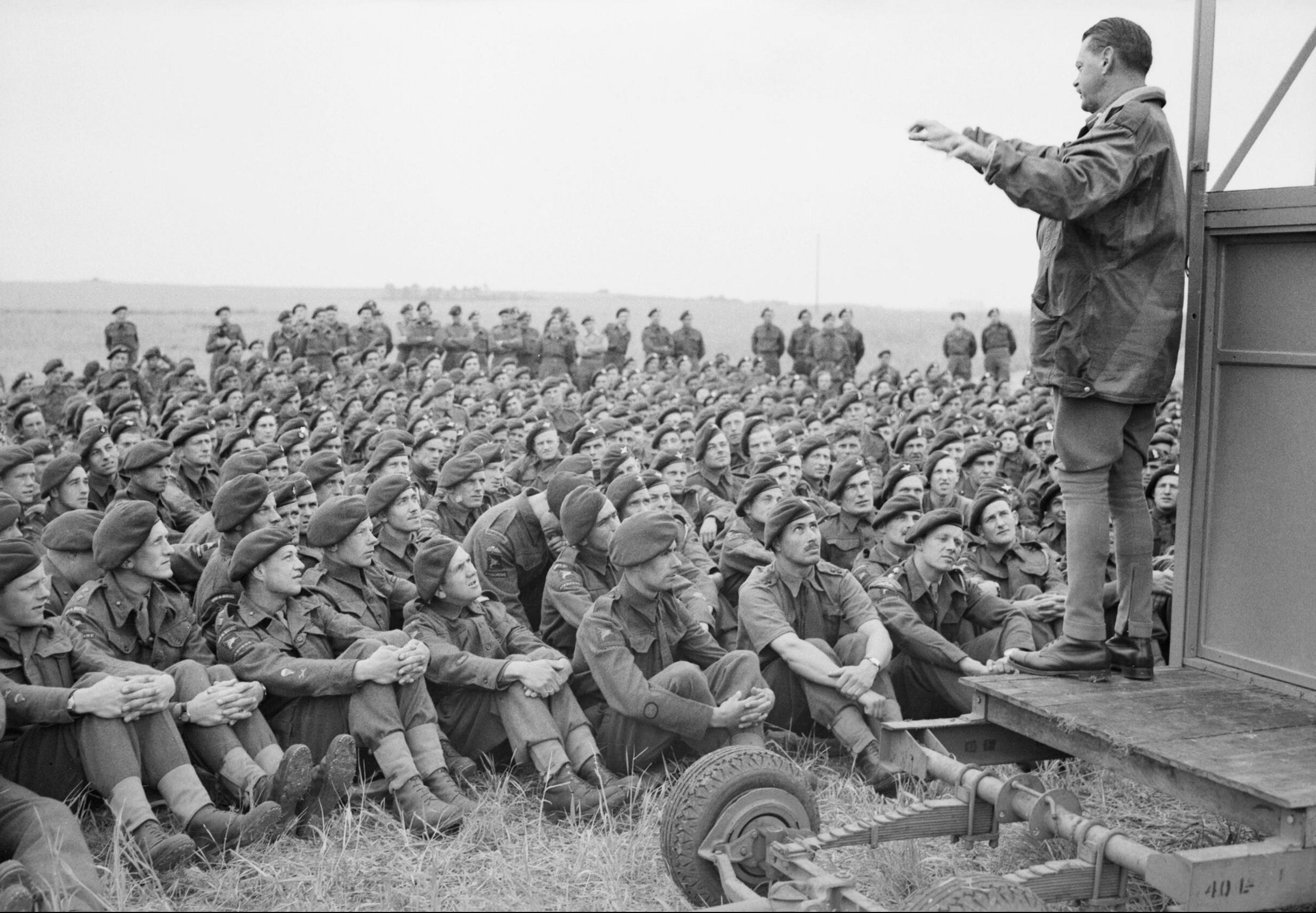
Командир 6-ї британської повітрянодесантної дивізії генерал-майор Річард Гейл виступає перед командирами підрозділів. 5 червня 1944 року

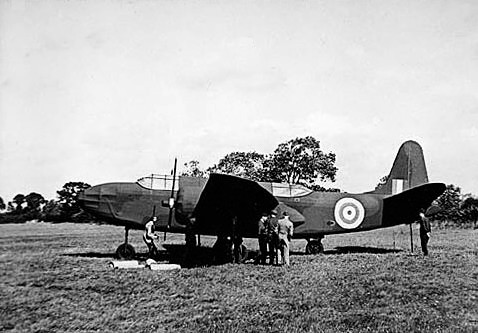
Макет винищувача Королівських ВПС на хибному аеродромі

У лютому серед керівництва операцією «Оверлорд» знову набули гостроти дебати з приводу концепції застосування десанту в ході операції. Дехто наполягав на тому, що десантники повинні, як і раніше, створюючи невеликі загони силами до взводу, діяти малими групами та дратувати цим командування Вермахту. Особливо гостро це питання постало перед британським командуванням, для якого це був перший практичний досвід підготовки та проведення десантування цілої дивізії. Деякі керівники відверто пропонували обмежитися застосуванням малих сил. 17 лютого 1944 до штабу 6-ї дивізії прибув командувач повітрянодесантних військ Великої Британії генерал-майор Фредерік Браунінг, який стисло визначив попереднє завдання командирові дивізії, націлив його на те, що до проведення операції «Тонга» буде залучена одна парашутна бригада, що мала ціль захопити мости через Канський канал та річку Орн. Пізніше її дії будуть підтримані протитанковою батареєю, яка прибуде на посилення вже після висадки морського десанту із 3-тю піхотною дивізією. Генерал Гейл категорично не погодився з таким планом, мотивуючи це тим, що сил для виконання такого завдання замало, більш того, зрив цієї задачі може серйозно вплинути в цілому на весь хід операції «Нептун». Після обговорення Браунінг погодився з такими аргументами та віддав наказ на підготовку до використання всієї дивізії.
Більш того, командувач військово-повітряних сил вторгнення британський головний маршал Т. Лі-Меллорі вперто відстоював ідею, що застосування повітряного десанту на укріпленнях «Атлантичного Валу» — це злочин; армія втратить чудові дивізії, навіть не встигнувши їх застосувати в бою. Він стверджував, що дуже складні топографічні умови районів приземлення в поєднанні із запеклим опором німців спричинять колосальних втрат десанту: до 70 % у планерах та до 50 % серед парашутистів ще до того, як вони торкнуться землі.
Лі-Меллорі, навіть 30 травня, за тиждень до операції, коли десант вирушив на свої аеродроми зльоту, телефонував Ейзенхауеру та намагався переконати його не робити цього.
Однак командування десантних військ союзників, проаналізувавши тактику дій повітряного десанту на досвіді операцій на Сицилію та Салерно, кардинально змінило концептуальний підхід до застосування військ і захищало його перед своїми керівниками. Якщо раніше десант був навчений одразу після приземлення невеличкими групами вступати в бій, незважаючи на кількісну та якісну перевагу ворога, створюючи тим самим суцільний фронт боротьби в тилу противника, то зараз від цього довелося відмовитися. Було запропоновано такий характер дій: десантники, всіляко ухиляючись від зіткнення з противником, висуваються якомога швидше до об'єктів захвату, де зосереджуються, уточнюють завдання на місцевості і переходять у наступ, використовуючи раптовість нападу. Як пізніше писав генерал Дж. Гейвін, — «результатами Нормандської операції це було доведено, як найбільш ефективне та реалістичне виконання завдання».
При розгляді способів десантування командувач армії генерал О. Бредлі наполягав також на тому, що потрібно забезпечити максимальну концентрацію десантних військ у визначених районах, і тому підтримував ідею висадити посадочним способом, тобто планерами, щонайменше 75 % десанту. Командир 82-ї дивізії генерал-майор М. Ріджвей також виступив на підтримку ідеї масштабного застосування планерів, мотивуючи це тим, що повітряний десант з об'єктивних причин не може отримати надійну вогневу підтримку з боку військово-морських сил, а також основних сил морського десанту, що висадився, а іншим способом артилерію на поле бою доставити неможливо. Планування операції з акцентом на застосування в основному посадочного десанту відбувалося до 18 квітня, коли після першого ж масштабного тренування із застосуванням планерів навчання закінчилися із величезними втратами, поломками та навіть катастрофами планерів. Уже 28 квітня до плану операції були внесені зміни: операція розпочинається в нічний час із висадки парашутного десанту, вдень за ним ідуть планерні підрозділи.
Паралельно з підготовкою вторгнення англо-американці приділяли багато уваги розробці та втіленню в життя одного з найважливіших атрибутів планування військової операції — проведення заходів щодо введення противника в оману стосовно своїх реальних планів. Основні зусилля дезінформування були спрямовані на створенні впевненості серед командування Вермахту, що вторгнення відбудеться через Па-де-Кале і що повітряний десант буде висаджуватися саме тут. Союзники розгорнули інтенсивну роботу. Була створена фіктивна 1-ша група армій під командуванням генерала Дж. Паттона, який був дуже добре знайомий німецькому генералітету за попередніми зустрічами на бойовищах Північної Африки та Італії. Повітря насичувалось роботою радіозасобів, створюючи атмосферу інтенсивного радіообміну між штабами та частинами союзників, що готуються до вторгнення. Армада фіктивних суден та бойових кораблів заповнювала естуарій Темзи та прибережні англійські порти. На південно-східному узбережжі Англії, у Кенті, було зведено багато псевдоаеродромів, на яких базувалися макети транспортних літаків. Кілька спеціально виділених ескадрилей постійно баражували в повітрі, імітуючи форсовані приготування десанту та авіації. Німецькі літаки-розвідники в ході польотів могли наочно впевнитися в серйозності намірів, які підкріплювалися даними агентурної розвідки, що завалювала німецькі штаби інформацією про концентрацію військ на узбережжі Па-де-Кале.
На «День Д», призначений на 5 червня, повітряний десант був готовий до виконання визначених завдань за призначенням і навіть палав бажанням вступити в бій. Але суворі погодні умови, що зненацька обрушилися на Англію та континент, змусили Ейзенхауера змінити дату вторгнення та перенести її на добу. Коли він запитав своїх заступників, думки розділилися. Т.Лі-Меллорі, як завжди, був проти, він пропонував перенести операцію на 19 червня. А.Теддер висловився, що це добрий шанс. А фельдмаршал Монтгомері, коли його запитав Верховний Командувач: «Ти бачиш будь-яку причину не зробити цього у вівторок?», той відповів просто: «Я би сказав, вперед!»

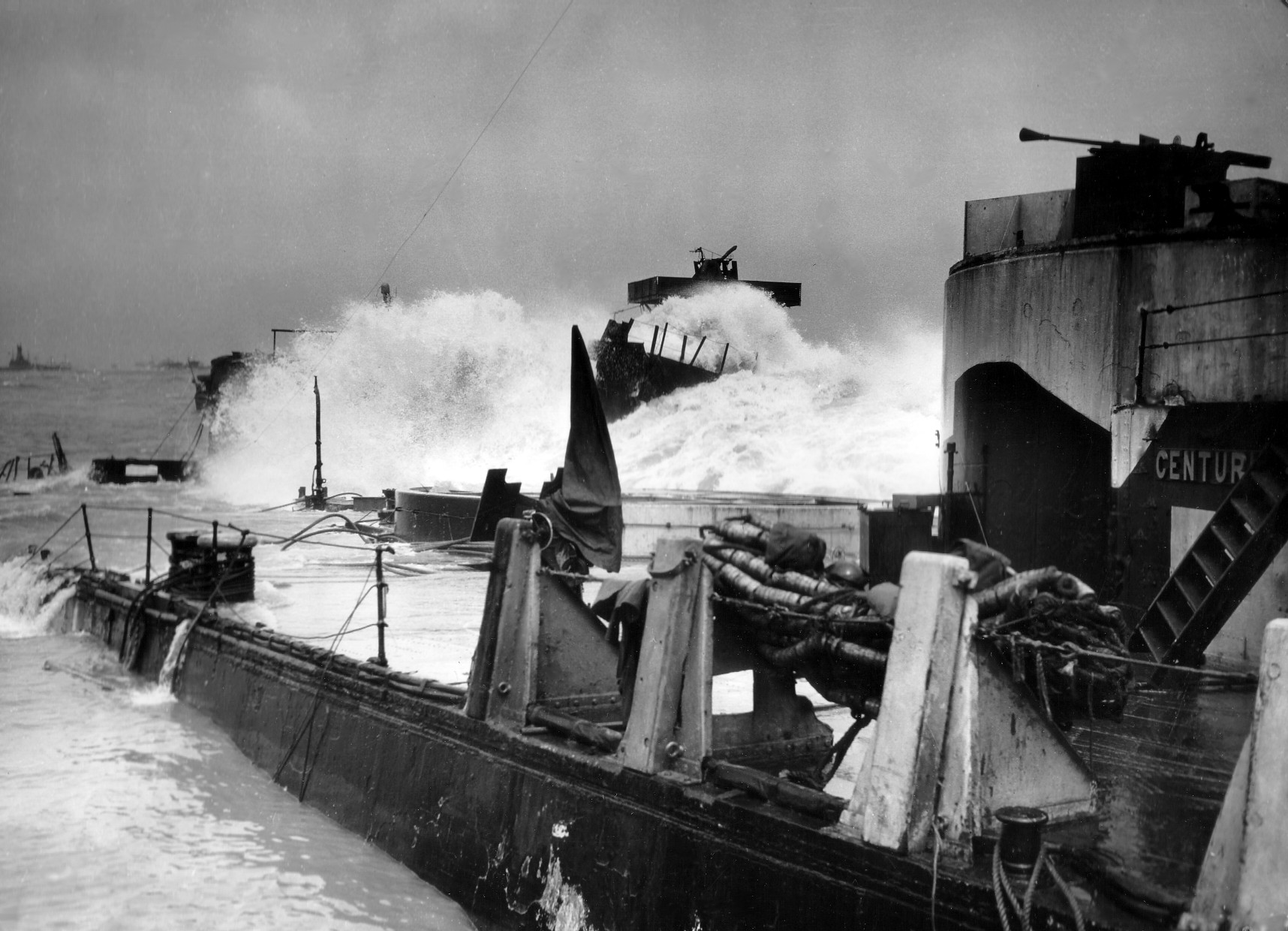
Шторм на узбережжі Нормандії

### Розробка замислу повітрянодесантної операції
Із визначенням ролі повітряного десанту у вторгненні англо-американці приступили до розробки детального замислу операції. Американці відразу виступили з пропозицією посилити десант на правому фланзі та десантувати 2 американські дивізії. Так командування 1-ї американської армії на чолі з генерал-лейтенантом Омаром Бредлі запропонувало свій варіант висадки 2-х повітрянодесантних дивізій на півострові Котантен: одна — перший ешелон — для забезпечення успішної висадки морського десанту на плацдарм «Юта» на східному узбережжі північніше Карантана, друга — другий ешелон — для перешкодження маневру резервами противника на західному боці півострова в районі Ла-Е-дю-Пюї. Найбільш складна та небезпечна задача в Ла-Е-дю-Пюї покладалася на підрозділи загартованої в боях на Сицилії та в Італії 82-ї дивізії під командуванням генерал-майора Метью Ріджвея; допомога у вторгненні лягала на плечі 101-ї дивізії генерал-майора Максвела Тейлора, що взагалі на мала бойового досвіду.

План десантування 101-ї та 82-ї дивізій у ході операції «Нептун»

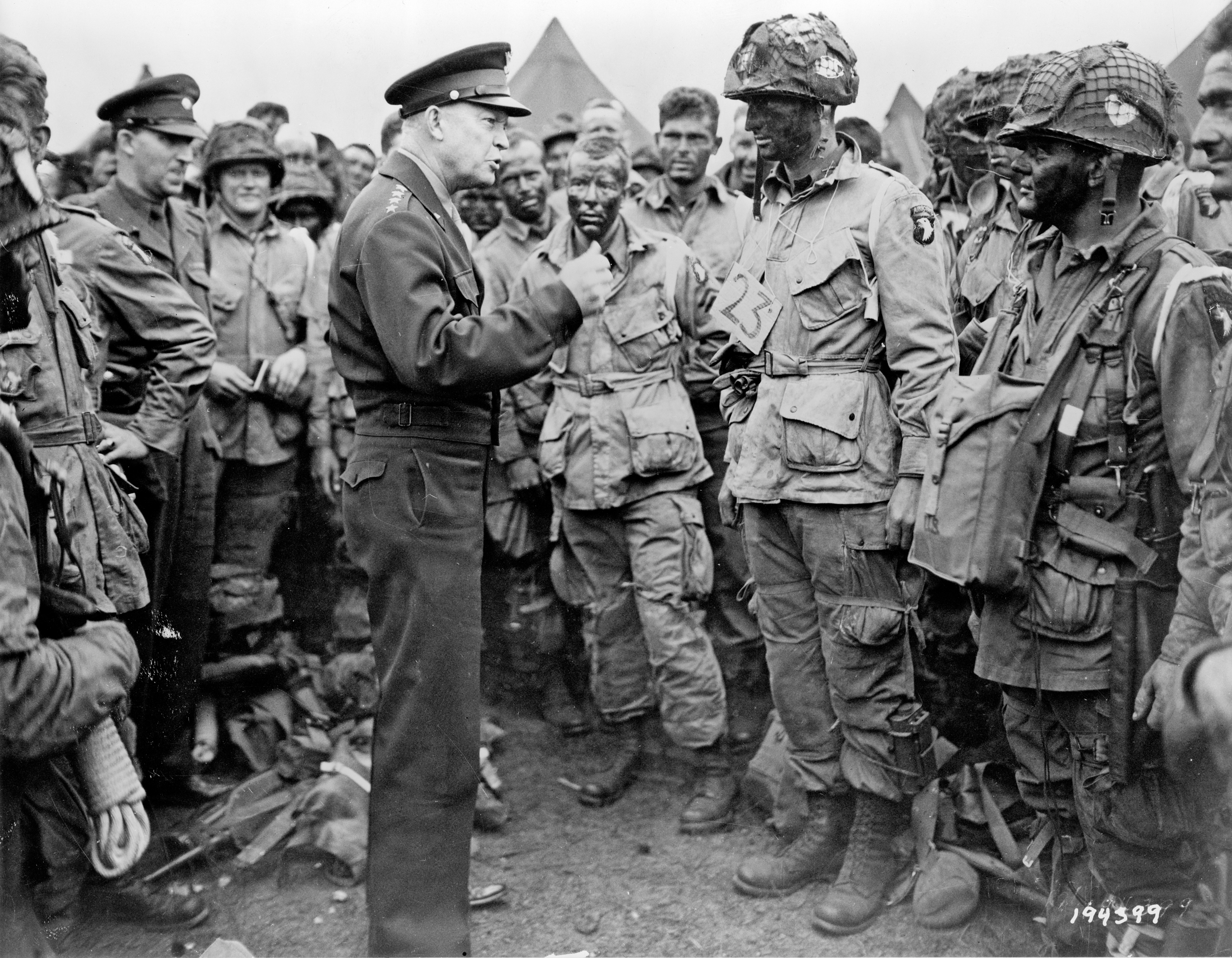
Верховний головнокомандувач союзних військ в Європі генерал Ейзенхауер веде бесіду з десантниками роти «Е» 502-го парашутно-десантного полку перед початком операції у Нормандії. 20:30 5 червня 1944

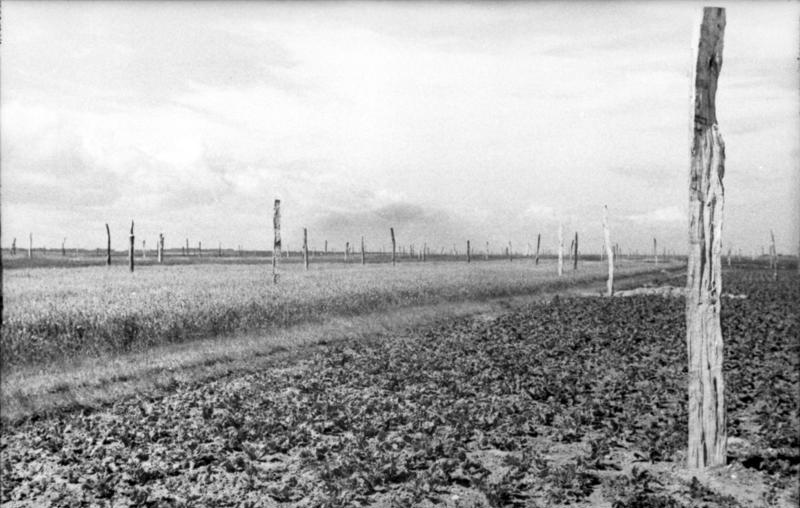
«Спаржа Роммеля» — основні протидесантні загородження німців

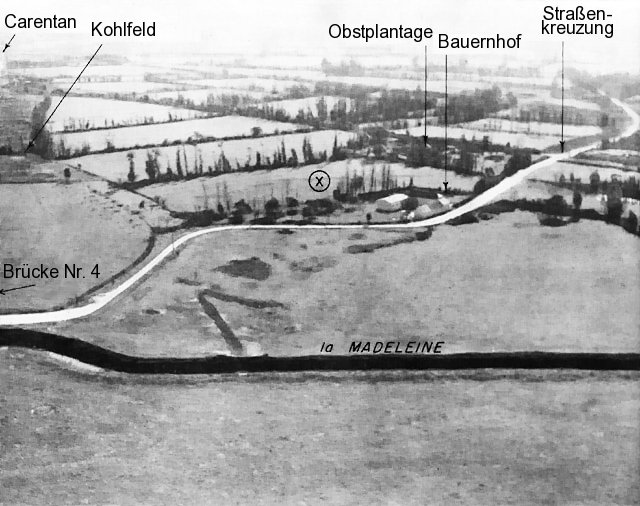
Дорога на Карантан. Нормандія, Франція. Німецький аерофотознімок

Через місяці аналізу, збору, обробки та вивчення даних розвідувальних служб, нескінченних дебатів — план операції «Оверлорд» та його перша частина «Нептун» — були прийняті. Концептуально план застосування військ не змінювався, проте замисел повітрянодесантної операції зазнав численних змін та правок. В основному це залежало від надходження оновлених даних розвідки, яка спостерігала за передислокацією німецьких військ на континенті. Німецькі війська, не гаючи часу, здійснювали масштабні приготування уздовж усього Атлантичного узбережжя, спрямовані на протидію можливій висадці повітряного десанту. Під час вивчення даних аерофотозйомки командування десантників звернуло увагу на суттєві перепони, що були встановлені на полях Франції — так звану «спаржу Роммеля» (нім. Rommelspargel). Роммель наказав своїм командирам буквально усіяти поля та площі, які були більш за все придатні для висадки ворожого десанту цими інженерними новаціями. «Спаржа Роммеля» — це вертикально встановлені дерев'яні стовпи діаметром 15-30 см та 1-2 м заввишки, які поєднувалися між собою колючим дротом, а також додатково посилювалися мінами-пастками або звичайними ручними гранатами. Зіткнувшись з цією проблемою, союзникам довелося ретельно вивчати райони майбутніх бойових дій та шукати більш-менш придатні майданчики для приземлення.
Додатково, коли всередині травня з розвідувальних джерел надійшла інформація, що війська Вермахту передислокувалися в райони запланованої висадки десанту, терміново довелося вносити зміни до замислу десантування, попри те, що 82-га вже майже завершила підготовку до дій на цих майданчиках приземлення.
Спочатку німці мали лише 243-ю та 709-ту піхотні дивізії в цьому районі, проте штаб отримав дані, що 91-ша авіапольова дивізія зосередилася безпосередньо в центрі запланованого району десантування: Карантан-Сен-Совер-ле-Віконт-Валонь. 82-га дивізія планувалася для дії саме в цьому районі на глибині до 32 км західніше від плацдарму «Юта» і мала завдання активними діями блокувати можливі маневри німецьких військ. Тепер командування 1-ї американської армії, зважаючи на значні сили німців у районі висадки, запропонувало здійснити десантування 82-ї дивізії значно ближче до районів десантування 101-ї пдд. VII-й корпус же наполягав на висадці західніше річки Мердере із метою захоплення плацдармів у районі цієї водної перешкоди. Після довгого обговорення було ухвалене соломонове рішення, яке задовольняло всіх: основні сили 82-ї дивізії здійснювали висадку західніше річки Мердере, а один полк — східніше, поблизу зон приземлення 101-ї дивізії. Тепер їхнею задачею постало — захоплення та утримання важливих об'єктів по обох сторонах річки Мердере та в подальшому просування в західному напрямку. 101-й та 6-й дивізіям завдання практично не змінили. Таким чином, 26 травня лише за 10 діб до вторгнення був остаточно прийнятий план проведення повітрянодесантної операції.
Паралельно британці готували свій план висадки комбінованого десанту на лівому фланзі сил вторгнення, у районі міста Кан, який отримав назву на честь британського протекторату — острова Тонга.
6-й британській повітрянодесантній дивізії генерал-майора Річарда Гейла належало висадитися і діяти на східному фланзі зони вторгнення. Окрім захисту правого флангу військ, що мали висаджуватися з моря, і зайняття стратегічно важливих районів на схід від Кана, дивізія мала ще три специфічні завдання. По-перше, належало захопити неушкодженими і захищати від контратак противника два мости: через Канський канал і річку Орн. Напередодні висадки генерал Гейл знав, що захоплення мостів відіграватиме ключову роль у подальшому надходженні резервів та підкріпленні його дивізії з плацдарму, але він не знав, що ці мости були непристосовані для танків. По-друге, належало знищити добре укріплену мервільську артилерійську батарею, щоб запобігти обстрілу військ, які висаджуватимуться на плацдармі «Сорд». По-третє, дивізія повинна була знищити декілька мостів через річку Дів. І найголовніше, на відміну від завдань американцям, Гейлу належало перейти в глуху оборону та утримувати захоплену територію до підходу основних сил за будь-яку ціну.

### Завдання десанту

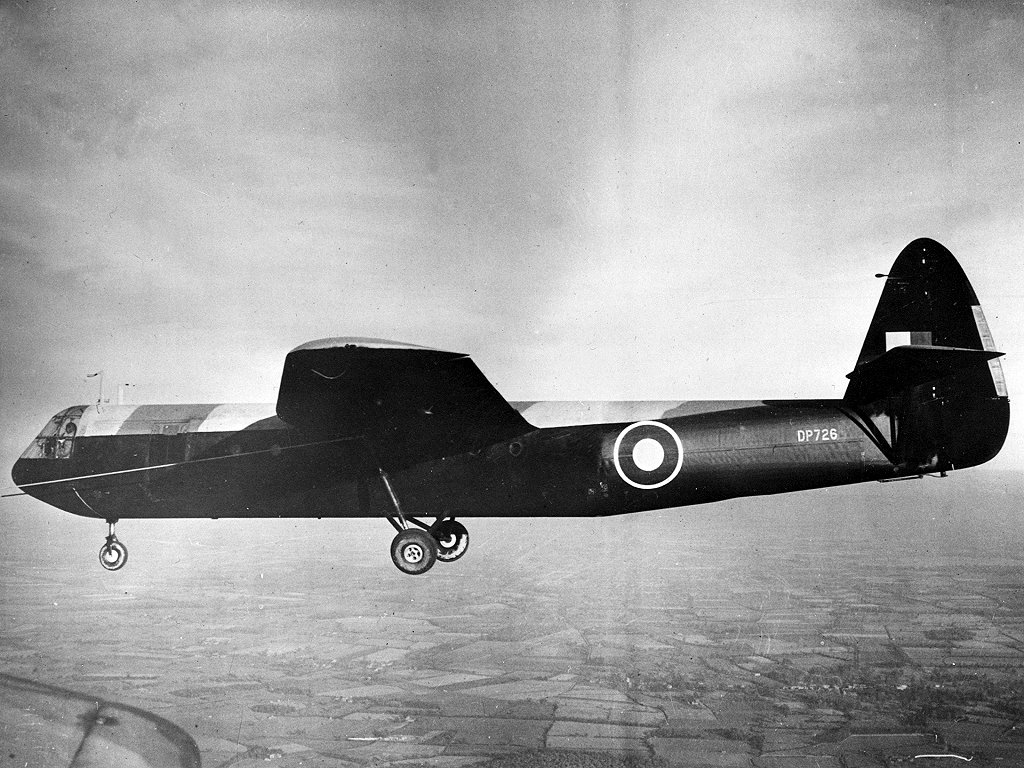
Планер Airspeed Horsa в польоті

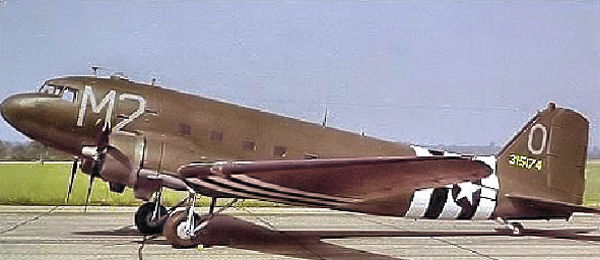
Військово-транспортний літак С-47, пофарбований розпізнавальними смугами перед початком висадки десанту. Повітряні сили Великої Британії

101-ша повітрянодесантна дивізія
Головними завданнями 101-ї дивізії були захоплення та утримання 4-х головних виходів із морського узбережжя, що з'єднували плацдарм «Юта» через затоплені ділянки місцевості з півостровом, знищення берегової артилерійської батареї в Сен-Мартен-де-Варревіль, захоплення комплексу будівель у Мезьєр, що, як вважалося, слугував командним пунктом та казармами артилеристів, захоплення важливої дамби Ла-Баркетт на Дуві, що мала стратегічне значення для успіху операції, знищення мостів через Дув у Сен-Ком-дю-Мон, утримання захопленої долини в закруті річки Дув. Принагідно частинам дивізії ставилося завдання повсюдно порушувати систему управління військами німців, виводити з ладу елементи інфраструктури, щоб ускладнити можливості противника маневрувати резервами, міцно закріпитися на лінії між плацдармом та Валонь, зачистити територію, яка захоплена та в подальшому з'єднатися з підрозділами 82-ї дивізії.
 82-га повітрянодесантна дивізія
Бойовими завданнями 82-ї дивізії було захоплення та утримання важливих об'єктів та районів місцевості по обидва боки річки Мердере, у тому числі міста Сент-Мер-Егліз, сприяння діям 101-ї дивізії та військам, що висадилися з моря, недопущення прориву резервів противника із західного та південного напрямків до плацдарму. У подальшому з'єднатися із 101-ю дивізією.
 6-та повітрянодесантна дивізія
Остаточним планом операції «Тонга» дивізії було визначено прикриття східного флангу плацдарму та захоплення й утримання 2-х стратегічно важливих для подальшого ходу операції мостів через Канський канал та річку Орн біля Бенувіль та Ранвіль; знищення вогневих позицій берегової артилерійської батареї у районі Мервіля та зруйнування низки мостів через Дів, якими німці могли скористатися в ході проведення контрударів по військах, висаджених на узбережжя, у районах Варавіль, Робомм, Бюр, Троарн. У подальшому дивізія мала завдання всіляко утримувати захоплені рубежі та позиції, тим самим сприяючи успішній висадці головних сил десанту на плацдарм «Сорд» та їх подальшому просуванню вглиб Франції.
Завдання підрозділів 6-ї дивізії:

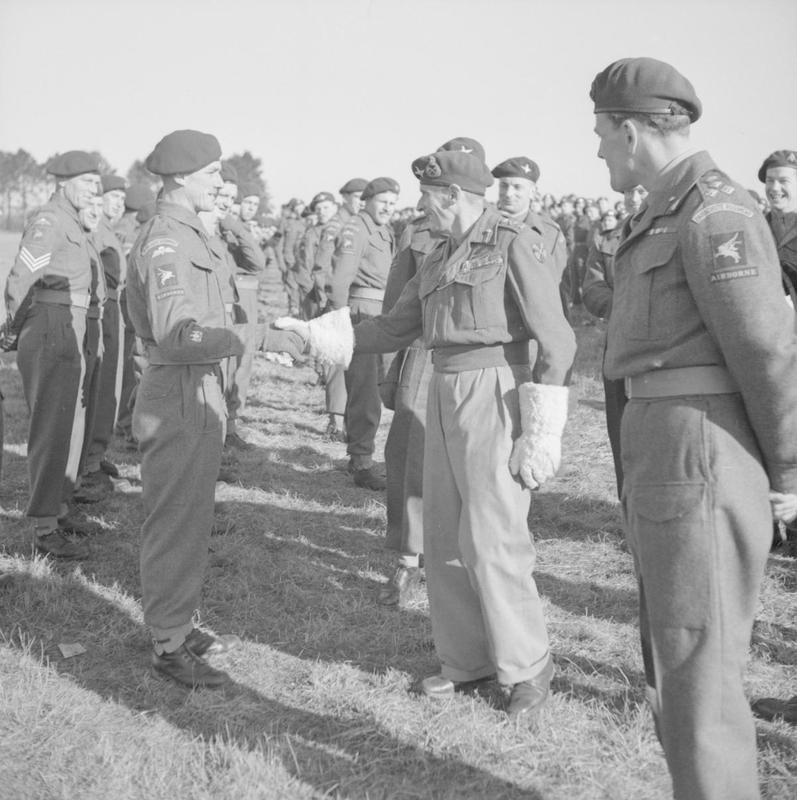
Командувач 21-ї групи армій фельдмаршал Монтгомері відвідує десантників 6-ї дивізії. Березень 1944

- LZ X та LZ Y (Канський канал та річка Орн): передовий загін патфайндерів (посилена рота);
- DZ V (Варавіль): 9-й пдб — захоплення Мервільської батареї; 1-й канадський батальйон — 2 мости через Діветте та Дів;
- DZ K (Туффревіль): 8-й пдб — знищення мостів біля Троарн та Бюр-сюр-Дів;
- DZ N (Ранвіль): 7-й, 12-й та 13-й пдб — утримання мостів через Канський канал та річку Орн;
- LZ N (Ранвіль): командування та штаб 6-ї дивізії — перша хвиля планерного десанту;
- LZ W (Сент-Обен-д'Аркене): 6-та планерна бригада — друга хвиля планерного десанту (операція «Маллард»).

## Підготовка десанту та ВТА

### Підготовка військово-транспортної авіації
Безпосередньо для підготовки та проведення повітрянодесантної операції на території Франції у жовтні 1943 було сформовано 9-те транспортне авіаційне командування 9-ї повітряної армії США, командний та штабний склад якого комплектувався з числа досвідчених офіцерів, багато хто з яких уже мав бойовий досвід застосування повітряного десанту. Командиром з'єднання в лютому 1944 був призначений бригадний генерал Пауль Вільямс, який безпосередньо керував військово-транспортною авіацією в ході проведення десантних операцій на Сицилію та Салерно.
Основна роль, місце проведення операції та завдання, які покладалися на транспортну авіацію, не були визначені до моменту призначення в січні 1944 Верховним головнокомандувачем експедиційних сил союзників у Європі генерала Дуайта Ейзенхауера. Із цього моменту майже 13,5 тактичних авіаційних груп Сполучених Штатів було передислоковано на територію Британії для забезпечення висадки повітряного десанту. Однак ці авіаційні групи мали доволі різний досвід. 4 групи отримали бойовий досвід у складі 12-ї повітряної армії США. 4 групи не мали бойового досвіду, проте протягом року пройшли інтенсивну підготовку на території США. 4 були сформовані лише за 9 місяців до початку вторгнення і не встигли отримати достатньої практики. 13-та авіаційна група мала незначний досвід у транспортуванні десанту та 14-та була щойно сформована з новачків.
Королівські військово-повітряні сили виділили для забезпечення підготовки та застосування підрозділів десантної дивізії дві авіаційні групи військово-транспортної авіації. Американці, у свою чергу, сформували 52-ге авіаційне транспортне крило, що забезпечувало 82-гу дивізію, та 53-тє транспортне крило, що взаємодіяло зі 101-ю дивізією, та швидко досягли високих результатів, здійснивши низку десантувань у нічний час наприкінці квітня, коли командування сил союзників вирішило, що десант набув достатньої практики.
У середині лютого командування ПС армії США доповіло, що з метою задоволення потреб операції, норма укомплектованості частин військово-транспортної авіації літаками за штатом збільшується з 52 одиниць типу С-47 «Скайтрейн» до 64 та вводиться ще 9 резервних літаків до складу кожної частини.
Наприкінці травня 1944 9-те транспортне авіаційне командування мало у своєму складі 1207 боєздатних військово-транспортних літаків С-47 «Скайтрейн», а також майже 1/3 від цієї чисельності додаткового резерву на проведення операції. 75 % літаків були менш ніж 1 рік в експлуатації за станом на День Д, та були у відмінному стані. На аеродромах був створений значний резерв матеріально-технічних засобів та ремонтних матеріалів; за необхідності ремонтні бригади в польових умовах здійснювали навіть заміну двигунів літака.
Чисельність льотних екіпажів перевищувала кількість літаків, разом з цим, майже 40 % з них не мало значного досвіду нальоту в нічних умовах. Принаймні 20 % льотчиків з 924 екіпажів, що брали участь у десантуванні, мали мінімальний наліт годин, та майже ¾ ніколи не були під вогнем зенітних засобів противника.
Понад 2100 транспортних планерів CG-4 Waco надійшли на аеродроми для проведення операції, але під час тренувань значна кількість була втрачена, і лише 1118 із них разом із 301 британським планером Airspeed Horsa були готові в ніч проти 6 червня 1944 для десантування посадочним способом особового складу та техніки.
12 квітня командування ВПС затвердило маршрут прольоту для висадки десанту. Для підрозділів військово-транспортної авіації це питання мало дуже важливе значення, тому що диктувалося гірким досвідом Сицилійської повітрянодесантної операції, коли через відсутність належного рівня взаємодії вогнем зенітної корабельної артилерії 23 транспортних літаки було збито, 37 — зазнали серйозних пошкоджень; 88 десантників та членів екіпажів літаків С-47 загинуло, 162 — було поранено, 69 — зникло безвісти. Тому при плануванні коридорів прольоту авіації виходили з умов уникнення потенційного зіткнення не лише із засобами ППО Вермахту на Котантені, а й із власною системою ППО військово-морських сил.
Американський повітряний компонент, що дислокувався в південно-західних регіонах Англії, звідки злітав, прямуючи в напрямку на Портленд, далі здійснював переліт на надмалих висотах над морем у загальному напрямку на Нормандські острови, повертав на 90° у напрямку на півострів Котантен, де повітряний флот вторгався у простір окупованої Нормандії із заходу. Далі десант летів у повному складі в напрямку на плацдарм «Юта»: 82-га дивізія висаджувалася в районі з центром Ла-Е-дю-Пюї та 101-ша в районах північніше Карантана. Після завершення викидання літаки поверталися у зворотному напрямку на аеродроми зльоту.
Проте після внесення 27 травня змін до планів, виходячи з нового завдання повітряного десанту, авіація, яка відповідала за десантування 82-ї дивізії, отримала зміни до курсу: після проходження Нормандських островів повітряний компонент мав відхилитися від основного курсу північніше та здійснити десантування на три майданчики приземлення в районі західніше Сент-Мер-Егліз. До того ж, незважаючи на відверте невдоволення морських начальників, курс у зворотному напрямку пролягав над плацдармом «Юта» і в подальшому на аеродроми зльоту для підготовки до перекидання посадочного ешелону. Курс прольоту літаків із планерами, що висаджувалися у денний час, був визначений із боку плацдарму «Юта», над усім флотом союзників, який забезпечував вторгнення.
Британському повітряному компоненту було визначено простий курс перельоту транспортної авіації. Злітаючи з військово-повітряних баз у центрі Англії, британці прямували в південно-східному напрямку через Ла-Манш, огинаючи армаду морського десанту, що вирушала на Францію, та практично відразу здійснюючи десантування біля Кана.
Для полегшення розпізнавання авіації наземними військами та військовим флотом та запобігання обстрілу ними літаків, командування союзників передбачило нанесення спеціальних розпізнавальних знаків на корпусі та крилах літаків, що брали участь у вторгненні в Нормандію.
17 травня командувач ВПС вторгнення військ союзників головний маршал повітряних сил сер Траффорд Лі-Меллорі затвердив розпізнавальні знаки навколо фюзеляжу та крилах у вигляді 3-х білих та 2-х чорних смуг по 60 см завширшки. Тестування довело, що літаки легко розпізнаються з землі та кораблів, але з міркувань секретності наказ на нанесення смуг було доведено лише 3 червня.

### Підготовкапатфайндерів
Підбиваючи підсумки десантної операції на Сицилії, командування десантних військ дійшло висновку, що потрібно організувати посилену підготовку спеціально підібраних добровольців, так званих патфайндерів (слідопитів або скаутів). Для цього в дивізіях були сформовані спеціальні роти, які повинні були забезпечити точність приземлення основних сил десанту в Нормандії.
З цієї метою в лютому 1944 у Лінкольнширі була заснована спеціальна школа при 9-му командування ВТА, яка здійснювала ретельну підготовку як патфайндерів, так і екіпажів транспортних літаків у поводженні з навігаційною апаратурою для наведення авіації. Школа отримала 52 літаки С-47, 11 із яких були обладнані радарами SCR-717-C та мали характерний вигляд через апаратуру в нижній частині фюзеляжу, яка видавалася за межі корпусу літака, через що вони отримали прізвисько «пупкові радари». Патфайндери вивчали радіомаяки «Еврика-Ребекка», а також порядок використання радіолокаційних наземних маяків «BUPS AN/UPN-1» (англ. Beacon, Ultra Portable S-band). Однак через обмежену кількість цих приладів, лише 6 із них застосовувалися в ході операції «Нептун». 2 було встановлено на морські боти, які позначали курс прольоту транспортної авіації морем, та по 2 було десантовано патфайндерами американських дивізій для позначення районів викидання десанту на півострові Котантен.
300 патфайндерів було організовано по бойових групах, кожна нараховувала по 14-18 військовослужбовців, основним завданням яких було встановлення навігаційних транспондерів «Ребекка/Еврика» та сигнальних галогенних вогнів на майданчиках приземлення. Попри те, що система наведення була дуже недосконала, під час десантування на Салерно в Італії 82-ї повітрянодесантної дивізії для посилання 5-ї американської армії вона зарекомендувала себе добре. Проте радіус дії приладу був обмежений — лише 3 км, і його сигнали на значній відстані зливалися в один, надаючи літакам лише загальний напрямок руху. Тому основну надію при позначенні районів десантування покладали на сигнальні вогні, які дозволяли льотчикам візуально спостерігати за правильністю дотримання курсу.
На кожну зону висадки призначалася серія із 3 літаків С-47, які десантували патфайндерів до початку десантування основних сил десанту. Хвилі десанту слідували серіями одна за іншою з інтервалом 6 хвилин. Висадка патфайндерів 101-ї дивізії проводилася на півгодини раніше до початку десантування її основних сил. За 101-ю дивізією через 30 хвилин прямували патфайндери 82-ї повітрянодесантної. Передові загони британського десанту доставлялися на поле бою планерами першої хвили.

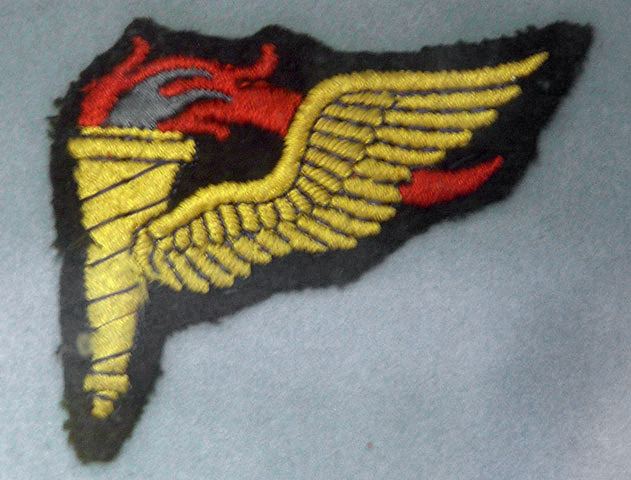
Нарукавна нашивка песфайндера часів Другої світової війни

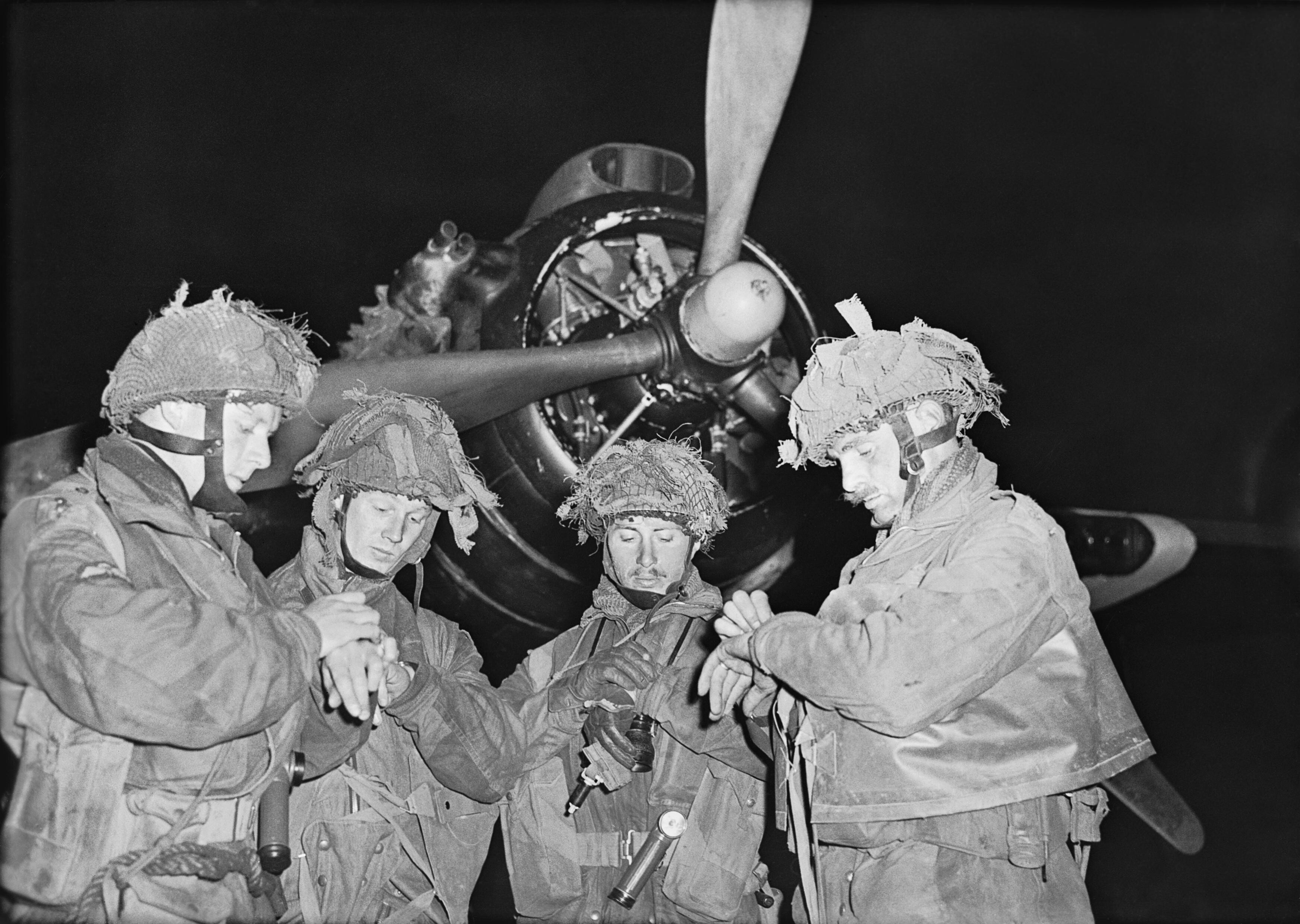
Десантники 6-ї дивізії Великої Британії біля літака Armstrong Whitworth Albemarle синхронізують годинники перед десантуванням у Нормандію. 5 червня 1944

Однак за аналізом проведення операції, незважаючи на тривалу підготовку передових загонів патфайндерів, спроби позначити майданчики приземлення не були вдалими. Так перша хвиля скаутів американської 101-ї дивізії, яка виконувала завдання щодо позначення зони висадки DZ A, пролетіла свій майданчик та приземлилася поблизу міста Сен-Жермен-де-Варревіль. Група так і не змогла ввести завчасно в дію радіомаяки «Еврика» та застосувати світлові сигнали, і привела їх в дію лише в ході десантування основних сил. Друга група патфайндерів не змогла діяти через те, що один літак був вимушений сісти на води Ла-Маншу, а решта парашутистів приземлилася поблизу зони висадки DZ С, але не змогла скористатися сигнальними засобами, тому що вони залишилися на літаку, що приводнився. С-47, які транспортували патфайндерів, закріплених за зоною DZ D, помилилися, коли слідували уздовж річки Дув та десантували воїнів на відстані 1,5 км від цілі. Як з'ясувалося вже на землі, цей район був розпізнаний німцями як один із найвірогідніших для висадки десанту, тому навколо знаходилося багато солдатів Вермахту. Відповідно десантники не змогли застосувати світлові сигнальні вогні та обмежилися запуском радіомаяку, робота якого була неефективною в цій зоні десантування.
Патфайндери 82-ї дивізії потрапляли в подібні ситуації. Перша їх хвиля пролетіла район призначення і була змушена повернутися та десантувати загони із запізненням, проте дуже близько до визначеного району DZ О північніше Сент-Мер-Егліз. Група успішно застосувала всі свої засоби позначення на землі та була здатна навести військово-транспортні літаки основних сил десанту на майданчик приземлення. Літаки, які транспортували патфайндерів для виконання завдання в зоні DZ N, десантувалися південно-східніше Сент-Мер-Егліз, приземлилися серед німецьких вояків 91-ї авіапольової дивізії та не були здатні досягти визначеної зони. Проте група скаутів для DZ Т на північному заході від Сент-Мер-Егліз стала єдиною групою, що здійснила десантування безпосередньо на ціль, однак, хоча й застосувала «Еврику» та BUPS, сигнальними засобами не змогла скористатися через небезпечну близькість противника. Як наслідок, 4 групи із 6 не змогли повністю виконати поставлене завдання.
Патфайндерам 6-ї дивізії, також як і їх американським колегам, через погодні умови та розсіювання літаків під час викидання довелося приземлитися вдалині від своїх районів призначення. Літаки, які через півгодини за передовими загонами транспортували головні сили десанту, не змогли відповідно здійснити організовану висадку військ, і десант опинився розсіяним по всьому узбережжю біля Кана, а деякі десантники потонули, потрапивши у води Дів та каналів.

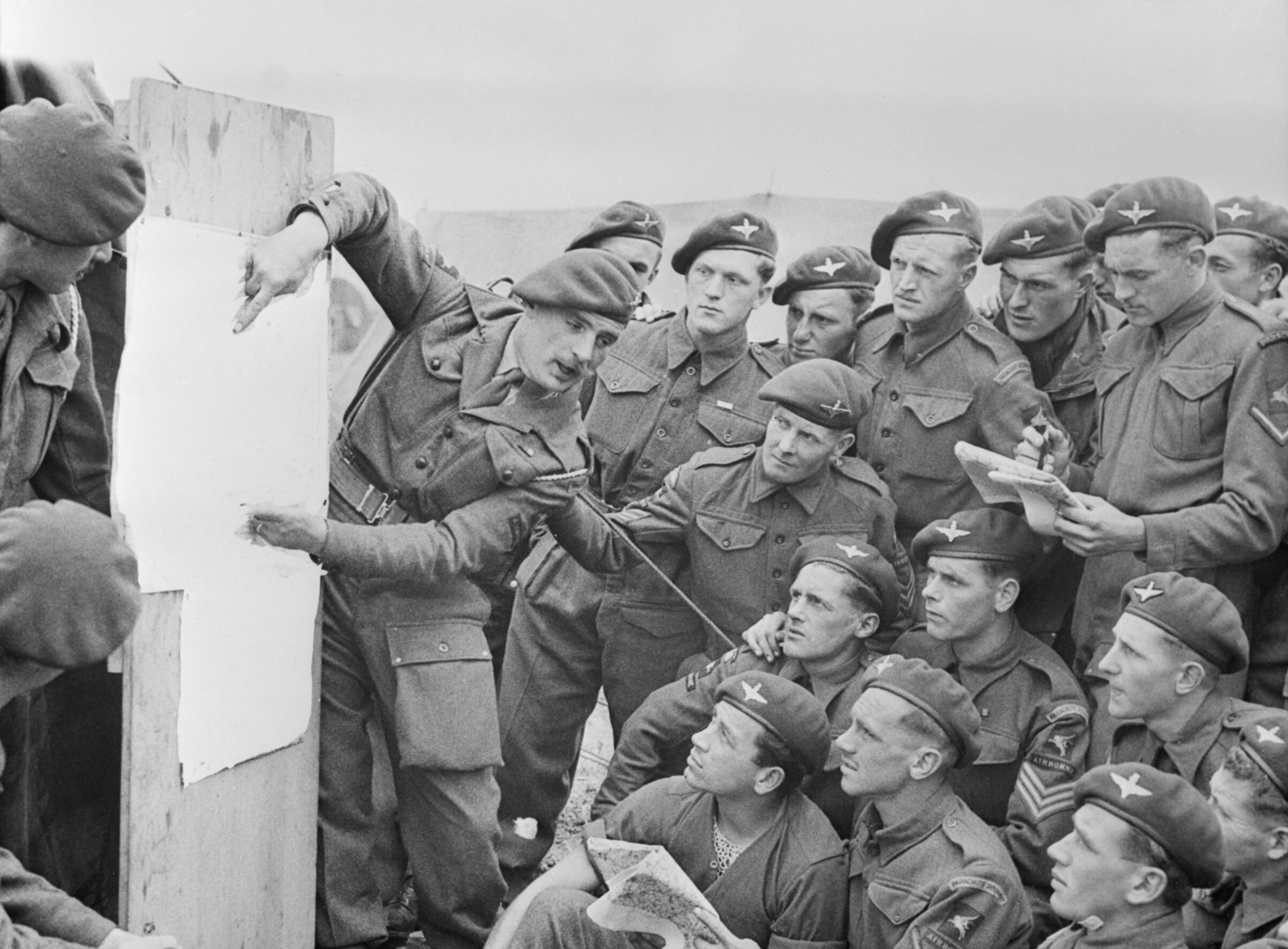
Особовий склад 22-ї окремої парашутно-десантної роти ознайомлюється з планом операції. 5 червня 1944 року

Останні приготування американських парашутистів до десантування

### Підготовка основних сил десанту
Війська тим часом поступово нарощували свою готовність до ведення бойових дій та проводили деякі реорганізаційні заходи.
На початку 1944 в зв'язку з підготовкою до вторгнення 82-га дивізія (505-й парашутно-десантний та 325-й планерно-десантний полки) була перекинута з Італійського театру воєнних дій на Британські острови, у Північну Ірландію, проте 504-й парашутно-десантний полк продовжував вести бойові дії в Італії. Коли в травні 1944 504-й пдп таки був виведений з Апеннінського півострову, його вкомплектованість особовим складом та загальний стан були далекі від ідеальних, тому мова про його застосування не йшла. До складу 82-ї увійшов 507-й полк, який у грудні 1943 прибув із Небраски спочатку в Північну Ірландію, а в березні передислокувався до Ноттінгема, Англія. Пізніше навесні того ж року з Флориди прибув та увійшов до складу дивізії ще один полк — 508-й, «Червоні Дияволи».
101-ша дивізія прибула до Європи у вересні 1943 та мала у штаті два парашутно-десантних (502-й та 506-й) та два планерно-десантних (327-й та 401-й) полки. У січні до дивізії приєднався 501-й парашутний полк. У лютому дивізія мала серйозні проблеми. Командир дивізії — «батько повітряного десанту США», що стояв біля витоків заснування американських повітрянодесантних військ — легендарний генерал-майор Вільям Лі, зазнав серцевого нападу і був вимушений комісуватися з лав Збройних сил, тому що медики категорично заборонили йому продовжувати служити, не кажучи вже про можливість узяти участь у бойових операціях. Постало питання, хто поведе дивізію, яка не мала ще бойового досвіду, в першому її бою. Навдивовижу всім командиром дивізії був призначений бойовий ветеран 82-ї дивізії, начальник артилерії «Клекотячих Орлів» 42-х річний бригадний генерал Максвелл Тейлор. 14 березня він вступив на посаду командира і негайно перейняв стерно влади на себе.
Із визначенням рішення на застосування повітряного десанту розпочалися спільні тренування усіх формувань повітрянодесантних військ із залученням військово-транспортної авіації та проведенням нічних польотів у складі груп та командування.
11—12 травня 1944 було проведено повноцінне дивізійне навчання з десантуванням 82-ї та 101-ї дивізій, яке стало генеральною репетицією десантних військ перед вторгненням. І хоча під час тренування трапилася катастрофа, під час якої зіткнулося два транспортних літаки С-47 та загинуло 14 чоловіків, у тому числі командир 316-ї авіаційної транспортної групи полковник Бартон Фліт, навчання в цілому були оцінені як достатньо успішні і продемонстрували готовність повітрянодесантних військ до проведення операції. 6-та дивізія також провела кілька повномасштабних дивізійних військових навчань із десантуванням.
Із наближенням Дня «Д» тренування набували все більшої інтенсивності. Пілоти планерів практикувалися днем та вночі в точності висадки десанту біля макетів мостів, що були об'єктами захоплення. Парашутисти відточували свої дії із захоплення цілей, інженери тренувалися в підриві важливих об'єктів. Десантники, планеристи та пілоти ВТА багато разів відличковували свої плани, вивчаючи карти, схеми, макети та реалізуючи свої дії на навчаннях. Британські пілоти на спеціально змонтованому кольоровому фільмі, створеному за даними аерофотознімків, практикувалися в польотах на заданій висоті та швидкості.
Особливої інтенсивності набула підготовка 9-го британського парашутного батальйону, що мав за завдання виведення з ладу Мервільської батареї. Британські інженери потай сконструювали повномасштабний макет батареї, включаючи дрібні деталі. Кожний солдат батальйону пройшов найретельнішу підготовку, відпрацювавши свої дії на об'єкті захвату. Батальйон провів 4 нічних та 5 денних тренувань із захоплення вогневих позицій батареї, у повному спорядженні із застосуванням бойових набоїв та засобів імітації, доводячи навички до автоматизму.
8 травня 1944 генерал Ейзенхауер визначив датою вторгнення 5 червня.
Війська вторгнення поступово переміщувалися в задані райони для посадки на транспортні засоби, а повітрянодесантні формування виходили в районі очікування біля аеродромів зльоту для безпосередньої підготовки до десантування. Планерні частини зосереджувалися в центральних регіонах Англії між Лондоном та річкою Северн, парашутні підрозділи 101-ї дивізії в районі Ньюбері—Ексетер, 82-ї — у східній частині острова, північніше Лондона. До кінця травня підрозділи не були проінформовані про загальний план операції «Оверлорд», і лише останніми днями весни, після того, як війська були ізольовані від зовнішнього світу, у своїх таборах та районах за колючим дротом під охороною 2 000 контррозвідників командний склад розпочав детальне доведення планів вторгнення до особового складу.
Виходячи із завдань, що покладалися на воїнів-десантників, вони були готові до виконання будь-яких задач у тилу противника, відповідно й спорядження парашутистів суттєво відрізнялося від звичайного піхотного.
Кожен десантник мав при собі величезну кількість військового майна різного найменування — вони були так перевантажені, що їм потрібна була допомога, щоб сісти в транспортний літак. Так, Доналд Р. Берджетт, рядовий 506-го парашутного полку 101-ї дивізії, так описує зброю і спорядження, що були при ньому в мить, коли в ніч на 6 червня 1944 він піднімався трапом літака, що прямував до Нормандії:
«Моє особисте екіпірування, що відрізнялося від звичайного загальновійськового набору спорядження (який носили у всіх військах, окрім ПДВ), включало стрибкові черевики, рукавички, основний і запасний парашути, рятувальний жилет, карабін M1, пістолет 45-го калібру, стропоріз, штурмовий ніж, мачете, патронні підсумки і дві наплічні ладівниці для карабіна M1, два магазини для автоматичної гвинтівки BAR (всього 676 патронів калібру 7,62-мм і 66 калібру 11,43), протитанкова міна Ґоукінса, чотири шашки ТНТ, два детонатори (прикріплені до саперної лопатки), шість ручних гранат, одна граната Гаммона, дві димові гранати для подачі сигналів (одна з червоним, друга з помаранчевим димом), помаранчеве сигнальне полотно, протигаз, три індивідуальні пакети, два шприц-тюбики з морфіном, сухпайок „К“ із розрахунку на три дні, пайок „D“ на два дні з плитками вітамінізованого шоколаду „тропічного“ типу, флягу, вовняну ковдру, плащ-намет, запасні шкарпетки і білизну, два блоки сигарет і ще безліч всяких дрібниць».
Важка зброя, міномети, кулемети, протитанкові гармати та гранати, радіостанції, запас боєприпасів упаковувалися в контейнери А-5, оснащені власним вантажним парашутом, та завантажувалися на борт літака.

## Війська вермахту

Карта розташування німецьких частин перед початком операції

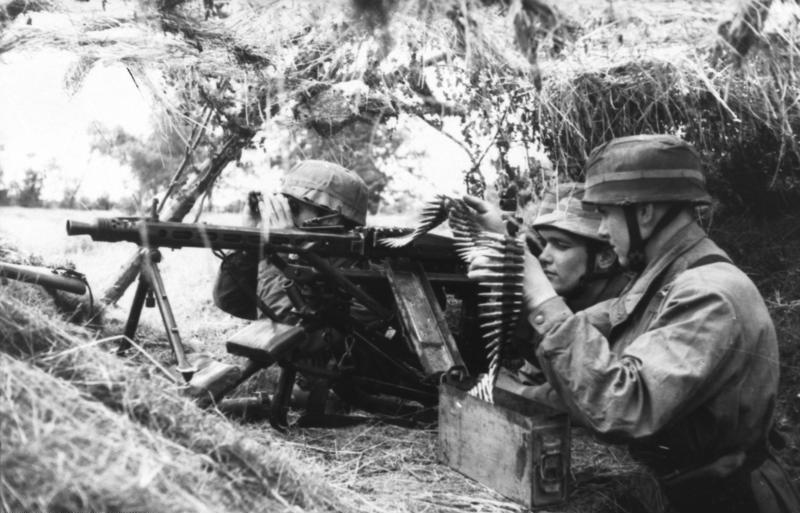
Німецькі десантники на вогневій позиції. Нормандія. 21 червня 1944

Німецьке командування, усвідомлюючи реальну загрозу зростаючої міці західних союзників на Британських островах та неминучість факту, що рано чи пізно, вони здійснять спробу вторгнутися на континент, у той же час здогадувалося, що це трапиться не пізніше кінця 1944 року. Не маючи достатніх сил для того, щоб протистояти загрозі вторгнення по всьому гігантському узбережжю захопленої Західної Європи, Вермахт водночас докладав чимало зусиль, щоб з'ясувати головне — в якому місці союзники впровадять у життя цю спробу. Німці усвідомлювали, що у них є лише один шанс. Якщо вони зможуть відбити вторгнення противника та скинути його в море, буде малоймовірним, що англо-американці здійснять цю спробу ще раз у найближчому майбутньому.
Проте це були різні речі — знати про неминучість вторгнення та відповідно підготуватися до цього. Верховне Командування Вермахту навіть слухати не бажало про відведення частини сил зі Східного фронту, щоб посилити війська на Заході. Поставши перед складною проблемою, фюрер особисто віддав у листопаді 1943 директиву, згідно з якою був розроблений план, як і які війська будуть негайно перекидатися з інших ділянок атлантичного узбережжя та театрів дій у район вторгнення. План ОКВ передбачав передислокацію трьох дивізій із Норвегії та Данії до Франції, якщо противник висадиться саме тут, а також піхотної дивізії, окремого полку та корпусних частин з Італійського театру воєнних дій і 4 легких піхотних дивізій із Балкан. Але навіть ці сили не створювали переваги у випадку висадки морського десанту на узбережжя Західної Європи.

### Підготовка берегової оборони
Зіткнувшись із труднощами комплектування особовим складом дивізій, що дислокувалися на узбережжі Нормандії, німці були вимушені також укомплектовувати частини за рахунок колишніх радянських військовополонених та ґвалтом зібраних з окупованих територій Східної Європи юнаків, що примусово проходили військову службу в лавах Вермахту. До того ж величезну проблему створювала нестача техніки в цих військах. Німецьке командування конфісковувало будь-який транспорт у французів, однак це не вирішувало головного — забезпеченість маневреності військ залишалася дуже низькою.
Крім цього, серед Верховного командування на Заході, а саме між Головнокомандувачем військ Вермахту на Заході генерал-фельдмаршалом Гердом фон Рундштедтом та командувачем групи армій «B» генерал-фельдмаршалом Ервіном Роммелем, не було взаєморозуміння з приводу, яким чином будувати оборону на узбережжі Франції. Рундштедт наполягав на побудові маневреної оборони вздовж берегової лінії, не прив'язуючи війська до фортифікаційних укріплень та не створюючи багатошарових рубежів, облаштування яких, а тим більш їх утримання та оборона, потребували колосальних сил та засобів, яких, звісно, німці не мали.
Роммель, навпаки, дотримувався протилежної точки зору, запевняючи, що лише таким чином, спираючись на могутні фортифікаційні споруди в поєднанні з потужними резервами, можливо говорити про розгром союзних військ на березі, якщо вони спробують висадитися. Тому він доклав неймовірних зусиль, організовуючи війська в цілісну систему берегових військ, які спиралися на берегові укріплення та опорні пункти, та посилюючи тилову смугу за рахунок обладнання протидесантних загороджень і створення мобільних груп, які повинні були негайно відреагувати у випадку вторгнення союзників. Після інспекційної поїздки військами 84-го армійського корпусу генерал зробив висновок, що головні сили та резерви, на жаль, дислокуються на значній відстані від берега. Тому він наказав частинам 243-ї піхотної та 352-ї піхотної дивізій перебазуватися ближче до берегової лінії, щоб формування змогли взяти участь у відбитті вторгнення в перші години з моменту початку бойових дій. Незабаром командування 7-ї армії віддало наказ передислокувати дивізійні резерви 709-ї та 716-ї (795-й грузинський батальйон та 642-й батальйон «Ост») дивізій до моря в запланований район висадки британців. Така ж доля спіткала артилерійські частини. Додатково у квітні 21-ша танкова дивізія була перекинута з Ренна до Кана, але її полки були розкидані по всьому узбережжю, а артилерія була перенацілена на виконання завдань із прикриття берегової смуги.
Думки розділилися. Рундштедт продовжував боротися за забезпеченість військ транспортними засобами та створював гнучку систему реагування військ у випадку десантної операції. Так 7-ма польова армія, що обороняла також і Бретань, за викликом, повинна була передислокувати свої мобільні резерви в Нормандію. На Котантені 243-тя дивізія берегової оборони поступово перетворилася на звичайну піхотну дивізію з властивостями діяти як в обороні, так і в наступі. Однак бажання моторизувати частину не завжди збігалися з реальністю. 4 батальйони залишалися «озброєними» велосипедами, більшість артилерійських формувань використовувала гужовий транспорт.
Більшість частин залишалася моторизованими лише на папері. Спроба переозброїти 709-ту піхотну дивізію транспортом провалилася, і з початком вторгнення союзників німці були змушені збирати по крихітках усе, що мало колеса, щоб принаймні забезпечити мобільність транспортних рот, які займалися перекиданням особового складу.
Спроби Рундштедта механізувати армію водночас і намагання Роммеля створити непереборну статичну оборону вздовж узбережжя були малоефективні та не дали суттєвих результатів. Врешті-решт конфлікт концептуальних поглядів на принципах побудови берегової оборони між Роммелем та Рундштедтом так і не був розв'язаний, і з початком вторгнення союзних військ жодна з теорій не була втілена на практиці в повній мірі.

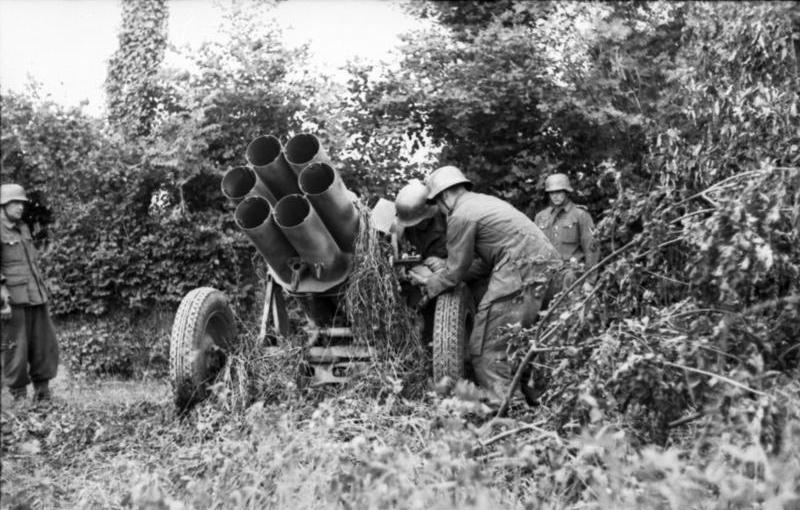
Німецький шестиствольний міномет Nebelwerfer. Червень 1944

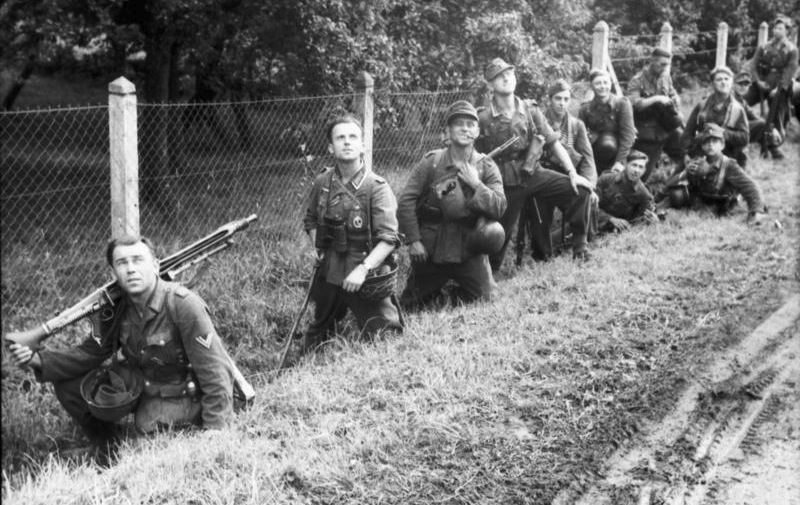
Німецькі піхотинці. Бої в Нормандії. Червень 1944

### Дислокація та стан частин Вермахту
Ще під час розробки операції «Нептун» німецькі війська, що дислокувалися в районі висадки американського десанту, мали у своєму складі такі формування:
- 243-тя піхотна дивізія під командуванням генерал-лейтенанта Гайнца Гельміха;
- 709-та піхотна дивізія під командуванням генерал-лейтенанта Карла фон Шлібена;
- 752-й окремий піхотний полк під командуванням полковника Кесслера.

6 травня командувач 7-ї армії генерал-полковник Фрідріх Долльман віддав наказ на передислокацію на півострів 6-го парашутного полку зі складу 2-ї парашутної дивізії (Лессе-Перр'є) під командуванням підполковника Ф. фон дер Гайдта та двох окремих батальйонів: 206-го окремого танкового, укомплектованого з танків радянського, французького виробництва та застарілих легких танків Німеччини, а також окремого штурмового батальйону 7-ї армії (Ле-Вісель).
9 травня 1944 туди був перекинутий 101-й батальйон берегової оборони (Ватвіль), 12 числа за ним слідом пішов 17-й кулеметний батальйон. Додатково, та несподівано для союзників, 14 травня в район запланованої висадки десанту була передислокована 91-ша авіапольова дивізія під командуванням генерал-лейтенанта Вільгельма Фаллей, що спочатку призначалася для розташування в Нанті, але вже дорогою її пунктом дислокації був визначений півострів Котантен. До її складу увійшов 6-й полк десантників.
Безпосередньо для боротьби з повітряним десантом призначалися 91-ша дивізія, 6-й полк та штурмовий батальйон. Також у мобільному резерві південніше Карантана знаходився 100-й навчальний танковий батальйон.
На червень 1944 у смузі майбутньої висадки британського повітряного десанту дислокувалися 709-та та 716-та піхотні дивізії, які в основному відігравали роль військ берегової оборони на цій ділянці узбережжя Франції та були сформовані переважно з обмежено придатних німецьких резервістів та значної кількості добровольців із числа колишніх радянських військовополонених. Техніка дивізій мала найрізношерстіший характер та була вкомплектована з різних зразків озброєння та військової техніки, як німецького, так і французького виробництва. За даними розвідки бойовий потенціал таких дивізій дорівнював лише 40 % лінійної піхотної дивізії, а при проведенні контратак і того менше — 15 %. Найбільш загрозливим елементом резервів німців була 12-та танкова дивізія СС «Гітлерюгенд», що дислокувалася поблизу Кана та була майже повністю укомплектована танками та штурмовими гарматами, у тому числі й «Пантерами». За аналізом розвідників ця танкова дивізія могла прибути до району висадки десантних військ вже через 12 годин, а 352-га піхотна дивізія — через 8 годин.
До того ж у зоні десантування та поблизу об'єктів захвату було обладнано безліч інженерних фортифікаційних споруд, посилених мінними полями та загородженнями. Додатково встановлювалися системи численних протидесантних загород, призначених для руйнування планерів у випадку приземлення та знищення парашутистів.
Для британців найсерйознішу проблему, однак, являло собою захоплення артилерійської батареї Мервіля. Маючи в діаметрі до 400 м, ця фортеця була оточена багатошаровими загородженнями з колючого дроту та мінних полів, що блокували всі підходи до позицій. Батарея мала 30 бетонних бункерів, захищених з боку моря 2-ма опорними пунктами. На позиціях також були влаштовані спостережний пост, батарея зенітних гармат, 4 каземати для гармат калібром до 150-мм, 2 блокгаузи для розміщення особового складу та інші споруди. Для десантників це був дуже міцний горішок.
Котантен був суттєво посилений та підготовлений і готовий до зустрічі з повітряним десантом противника ще за місяць до початку бойових дій. 15 травня 7-ма армія доповіла про те, що підготовчі заходи до відбиття ворожого вторгнення закінчені, війська та оборонні споруди готові. Це було, м'яко кажучи, не зовсім правдою. Фактично, ще через тиждень командир 84-го корпусу доповідав про те, що готовий на 50 %. У секторі 709-ї дивізії, що обороняла життєво важливий східний берег півострову, лише 1 із 42 фортифікаційних комплексів був повністю підготовлений до бойових дій.
Проте, ані Роммель, ані Рундштедт навіть не мали уявлення, з якого масштабу вторгненням їм доведеться зіткнутися. Коли командувач 7-ї армії висунув пропозицію щодо негайного перекидання військ 74-го армійського корпусу із Бретані в зону відповідальності 84-го корпусу в Нормандії у випадку вторгнення, генерал-фельдмаршал Роммель відкинув цю пропозицію. Тому, незважаючи на усі проведені заходи, Вермахт був не у повній мірі готовий адекватно діяти на континенті та відбити атаки англо-американців на усіх імовірних напрямках.
Понад усе, ані Люфтваффе, ані Крігсмаріне не мали можливостей протидіяти військам вторгнення. Люфтваффе було не просто недієздатне, воно було майже знищене постійними ударами та бомбардуваннями союзників. На 6 червня 1944 у складі 3-го повітряного флоту, що захищав західне узбережжя окупованої Франції та сусідніх країн, знаходилося лише 400 літаків, хоча тільки половина з них могла діяти. Не зважаючи на загальноприйняту думку, що в перші години вторгнення війська, що висадилися, найбільш уразливі, командування Люфтваффе навіть не мало чіткого плану дій на випадок вторгнення. Тому й десантування величезної армади транспортних літаків, що сягала тисячі одиниць, пройшло без прикриття союзної винищувальної авіації. Жоден німецький літак не став на заваді висадці масштабного десанту. Від 50 до 150 літаків намагалися атакувати морський десант, що вторгнувся на узбережжя, проте слабонавчені пілоти Люфтваффе під тиском переважаючих сил противника нічого не змогли зробити, і, як наслідок, усю неймовірну міць вторгнення віч-на-віч зустріли сухопутні війська.

## Десантування та бойові дії в «День Д»

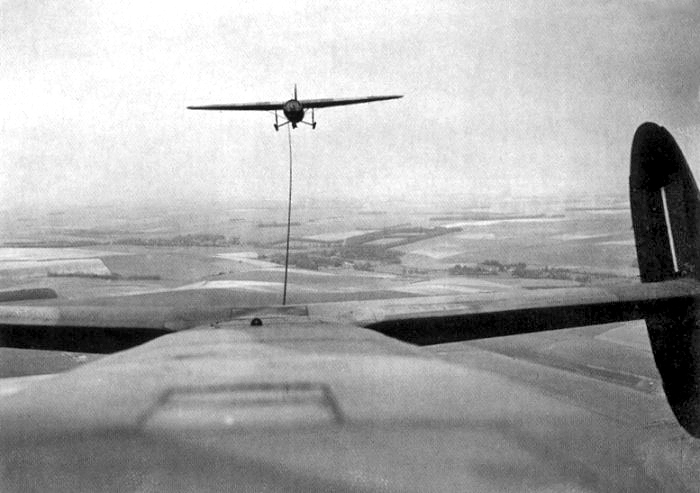
Планер Airspeed Horsa, який тягне на тросу транспортний літак «Альбемарл»

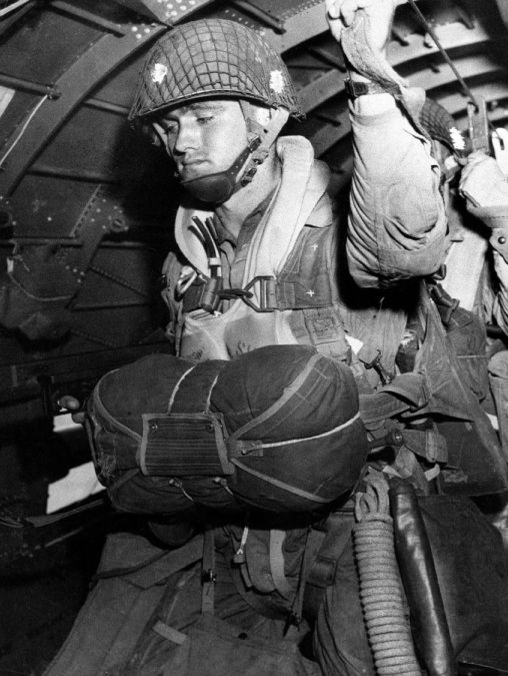
Десантник перед стрибком. 6 червня 1944 року

Десантування основних сил десанту проводилося за планами місій «Олбані» (101-ша дивізія), «Бостон» (82-га дивізія) та британської операції «Тонга».
О 21:30 5 червня перші 20 літаків з американськими патфайндерами на борту розпочали злітати з авіабази Норт-Вутем у небо та попрямували на Нормандію.
О 22:30 перші борти з основними силами десанту почали зліт, у повітрі перешиковувалися в бойові порядки по підрозділах та частинах, і прямували в південному напрямку через Портленд, далі на контрольний пункт Флетбуш, який знаходився північно-західніше Нормандських островів. Після проходження цього пункту авіація знижувала висоту польоту до 150 м над рівнем моря й, дотримуючись режиму повного радіомовчання, з увімкненими бортовими вогнями прямувала на Нормандію, опинившись поза можливостей німецьких радіолокаційних станцій для їх викриття.
Кожний парашутно-десантний полк, у загальній чисельності до 1800 військових, складався з 3-х батальйонів та здійснював переліт 3-4 серіями формувань транспортної авіації, які мали по 36, 45 або 54 літаки С-47, і слідували одна за одною з інтервалом у кілька хвилин. Кожний підрозділ авіації при перельоті формував бойовий порядок із 9 літаків (3 групи по 3 С-47) у V-подібній формі [Архівовано 23 липня 2012 у Wayback Machine.]. Серії здійснювали політ на відстані 300 м між формуваннями та десантували повітряний десант із шестихвилинним проміжком. На борту кожного військово-транспортного літака знаходилося 15-18 екіпірованих десантників.
Через 24 хвилини (92 км) авіаційна армада з американським десантом, пролетівши між островами Гернсі та Олдерні, лишаючи за собою контрольні пункти Мулшое біля Портбейл для 101-ї дивізії та Пеоріа біля Фламанвіль для 82-ї, увійшла із західного напрямку в повітряний простір Нормандії. Протягом усього перельоту десанту сприяли чудові погодні умови.
Однак, незважаючи на відмінну погоду, бездоганно виконаний переліт морем у нічних умовах, подальше проведення десантування зіткнулося із величезними труднощами та призвело до великих втрат серед парашутистів.

### Початок висадки десанту
У ранкові години 6 червня війська Вермахту на півострові Котантен та біля Кана було збуджено ревінням військово-транспортних літаків, що несли парашутний десант. Через кілька хвилин майже весь регіон був утягнутий у бій із десантниками. У нічній битві брало участь понад десять тисяч американців і шість тисяч британців і канадців та, можливо, не менше десяти тисяч німців. Вона відбувалася на величезній площі, деякі із сутичок відбувалися навіть на відстані до сорока кілометрів від запланованих зон висадки. Невеличкі загони, очолювані сержантами та іноді офіцерами, що найчастіше були скомпоновані з представників різних підрозділів та навіть полків та дивізій, сміливо вступили в нерівну сутичку з противником. Незважаючи на їхню мужність та наполегливість, багато хто з них загинув у цих боях.
У цьому безприкладному поєдинку десантники знали, що відбувається, але лише небагато з них мали точне уявлення про те, де вони знаходяться. Німецькі війська ж, хоча і знали своє розташування, не могли зрозуміти, що відбувається.
Ці бойові дії не передбачалися жодними планами. Їх майже взагалі не повинно було бути, якби висадка десанту пройшла вдаліше і не так розсіяно. Протягом наступних восьми годин десантники буквально паралізували сили німців. Парашутисти усюди руйнували телефонні лінії, і в результаті німці опинилися в повному невіданні відносно того, що відбувається, боячись зрушити з місця. А вище німецьке командування, не отримуючи жодних донесень знизу, не знало, які з їхніх гарнізонів ще існують і діють. Німецькі дивізії, безумовно, мали значну перевагу у важкому озброєнні над десантниками, але їхня артилерія та танки були абсолютно безсилі що-небудь зробити, адже шістнадцять тисяч парашутистів були розкидані на величезній площі.

### Операція «Олбані»

Десантування підрозділів 101-ї дивізії в ході операції «Нептун». Операція «Олбані». 6 червня 1944

Місія «Олбані» проводилася одночасно з місією «Бостон» силами 101-ї повітрянодесантної дивізії з 00:48 до 01:40 6 червня 1944. 6 928 десантників дивізії знаходилися на борту 432 військово-транспортних літаків С-47 «Скайтрейн», організованих у 10 серій.
Дивізія мала 3 зони висадки, що знаходилися на одній лінії північніше міста Карантан, уздовж смуги висадки морського десанту на плацдарм «Юта» та позначалися літерами (з півночі на південь) DZ A (502-й парашутно-десантний полк), DZ C (506-й пдп із 3-м парашутно-десантним батальйоном 501-го пдп) та DZ D (501-й пдп із 3-м пдб 506-го пдп) (зона висадки DZ B планувалася для висадки 501-го пдп, але 27 травня у зв'язку зі зміною обстановки ціль скоригували).
Безпосередньо в районі запланованих бойових дій 101-ї дивізії противник, за даними союзної розвідки, мав у своєму розпорядженні — 3-й батальйон 1058-го гренадерського полку 91-ї авіапольової дивізії в районі Сен-Ком-дю-Мон, 919-й гренадерський полк 709-ї піхотної дивізії в тиловій зоні плацдарму «Юта», 191-й артилерійський полк 91-ї авіапольової дивізії, озброєний 105-мм гірськими гаубицями, та 6-й парашутний полк 2-ї парашутної дивізії Люфтваффе.
У ході проведення місії «Олбані» десантування наразилося на завзятий вогонь зенітних засобів ППО Вермахту, що спричинило велике розсіювання десантників на величезній площі, яка щонайменше вдвічі перевищувала заплановану. Дивізія повинна була виконати отримані завдання протягом однієї доби — 6 червня, проте через великі складнощі виконання цих задач тривало протягом 4 діб, не зважаючи навіть на те, що наступного дня дивізія отримала ще 2300 десантників, що висадилися планерами.
Перший ешелон 502-го парашутно-десантного полку під командуванням полковника Джорджа Мослі, який прямував у напрямку DZ A, був висаджений із великими помилками через труднощі, що виникли на останньому етапі перельоту. 2-й батальйон полку десантувався доволі компактно, але на значній відстані від зони висадки. Командир батальйону, підполковник Стів Чаппуіс, зміг швидко зорієнтуватися та захопити берегову батарею противника, яка була сильно пошкоджена попереднім бомбардуванням із повітря. Решта підрозділів 502-го парашутно-десантного полку з підрозділами 377-го окремого артилерійського дивізіону (70 із 80 бортів) під командуванням підполковника Бенджаміна Вейсберга також приземлилася на величезній площі поза межами запланованого району ведення бойових дій. Дехто навіть приземлився на відстані до 40 км від зони висадки. Однак вміло діючи на місцевості, підрозділи змогли зосередитися та практично виконати свої завдання протягом дня. Так, зранку був захоплений Сен-Мартен-де-Варревіль, казарми у Мезьєр та вихід з пляжу № 3. Десантники блокували підходи до району десантування з північного напрямку на ділянці Фукарвіль — Безвіль-о-Плен. Після проведення розвідки на місцевості командування полку доповіло, що вихід № 4 знаходиться під перехресним вогнем артилерії противника, тому було рекомендовано уникнути використання цього проходу.
Друга хвиля літаків, яка десантувала 506-й парашутно-десантний полк дивізії під командуванням полковника Роберта Сінка під вогнем зенітної артилерії противника в складних метеоумовах розпалася на дрібні групи і, як наслідок цього, десант був розкиданий по всьому півострову. Із 87 літаків 3 С-47 було збито зенітним вогнем противника. Дві третини 1-го батальйону полку десантувалися безпосередньо в призначеній зоні висадки DZ С у Сент-Марі-дю-Мон. 2-й пдб був скинутий значно північніше, в районі дії 101-ї дивізії у Сент-Мер-Егліз, і вступив у бій біля маленького хутора Шемінь біля виходу з пляжу, який вів до моря. 3-й батальйон 501-го полку, що також десантувався на DZ C із 506-м полком, також був широко розкиданий на всьому узбережжі Нормандії, проте воїни батальйону змогли пробитися до Пуппвіля та протягом 6 годин вели запеклий бій з німцями, утримуючи підступи до нього, доки передові підрозділи 4-ї піхотної дивізії не змогли вийти та з'єднатися з повітряним десантом.
Один із підрозділів 506-го парашутно-десантного полку зі складу роти «Е» під командуванням першого лейтенанта Річарда Вінтера зміг швидко організуватися та, вміло використовуючи раптовість, атакувати, і знищити німецьку артилерійську батарею 105-мм гаубиць. Цей бойовий епізод був зображений у телевізійному серіалі «Бойове братерство».
501-й парашутно-десантний полк (без 3-го батальйону) під командуванням полковника Говарда Джонсона, із 3-м батальйоном 506-го полку, втративши 6 літаків від зенітного вогню, десантувався найбільш влучно в зону висадки DZ D. 94 із 132 бортів змогли приземлитися у визначеній зоні або на незначній відстані від неї. Проте відразу після приземлення десант потрапив під заздалегідь пристріляний перехресний вогонь кулеметів та мінометів німців, втрачаючи людей ще до того, як вони змогли звільнитися від парашутів. У перші хвилини бою 2 командири батальйонів з 3 були вбиті. Вцілілий командир батальйону підполковник Роберт Баллагд, зібравши 250 чоловіків, вивів їх з-під вогню та вирушив у напрямку на головний об'єкт захоплення — міст через Дув біля Сен-Ком-дю-Мон. Не доходячи кілометра від мосту, американці зіткнулися з передовими загонами 3-го батальйону 1058-го гренадерського полку та вступили в бій.
Командир 501-го полку полковник Ховард Джонсон, зібравши 150 десантників до 4 годин ранку, успішно захопив один із ключових об'єктів 101-ї дивізії — греблю Ла-Баркетт (фр. la Barquette lock) у нижній течії Дуву, яка слугувала центром меліоративної системи та відіграла значну роль в оборонних планах Вермахту. До 4:30 також були захоплені два пішохідні мости біля Ле-порте. В подальшому полковник Джонсон доклав зусиль, щоб організувати міцну оборону, зосереджуючи війська у визначеному районі для атаки міста Сен-Ком-дю-Мон, але, незважаючи навіть на артилерійську підтримку корабельною артилерією важкого крейсера «Квінсі», задача не була виконана. Полк не зміг із ходу захопити Сен-Ком-дю-Мон і був вимушений вести тривалі бої.
327-й планерно-десантний полк під командуванням полковника Джорджа Веа приземлився на території Нормандії на світанку з початком вторгнення основних сил морського десанту — 4-ї піхотної дивізії — на плацдарм «Юта». Третій батальйон (1/401-го планерно-десантного полку) висадився невдовзі після полудня. Артилерія дивізії, яка десантувалася, внаслідок розкидання на значній відстані втратила усі артилерійські системи за винятком однієї.

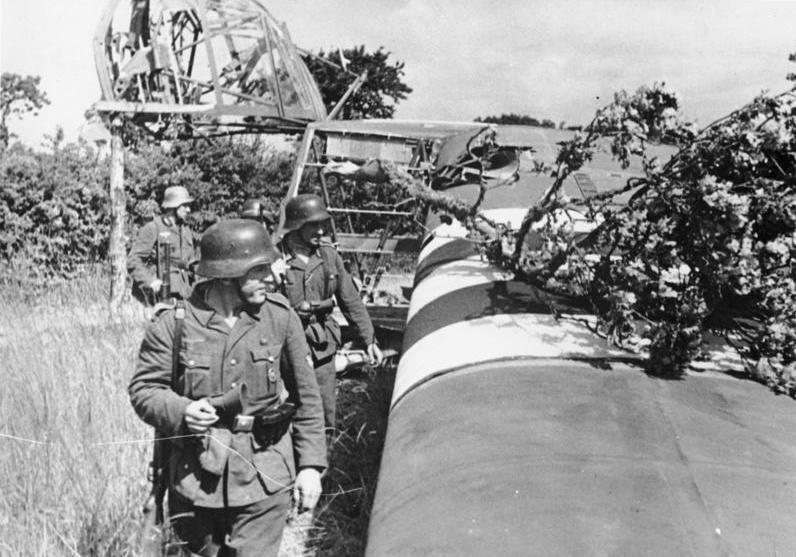
Німецькі солдати біля планера, що приземлився. Червень 1944

Командир 101-ї дивізії генерал-майор Максвелл Тейлор протягом півгодини був один на полі бою, розшукуючи будь-кого зі своїх семи тисяч солдатів і офіцерів. Згодом генерал розповідав, що якби він у ту ніч задумався віддати який-небудь наказ, то єдиними живими істотами, які б його почули, були б корови, що паслися на галявині. Він почував себе настільки пригніченим цією самотою, що коли нарешті йому зустрівся настільки ж самотній парашутист, то вони буквально кинулися один одному в обійми. О 6 годин ранку командир дивізії досяг із військами, які скомпонувалися по ходу руху до розмірів роти, ключового пункту Пуппвіль, де розташовувався штаб дивізії.
Наприкінці Дня «Д» генерал Тейлор зміг зібрати під своїм командуванням 2500 чоловіків з 6000, що десантувалися. Дивізія була розосереджена трьома великими групами, більша частина з них знаходилася в району збору 506-го полку у н.п. Куловіль. Хоча дві успішні висадки планерного десанту додатково доставили на поле бою 327-й планерний полк, лише один батальйон зміг вийти на зв'язок із командуванням дивізії.
Підсумком доби боїв стало захоплення та утримання виходів із пляжу та з'єднання з підрозділами 4-ї піхотної дивізії. Поруч із цим, одне з головних завдань — виведення з ладу шосейного мосту через Дув, через який німці мали можливість прорватися танковими підрозділами до району дій десантників та плацдарму — залишалося невиконаним. Оцінивши обстановку, що склалася, генерал Тейлор вирішив зосередити головні зусилля на виконанні цього завдання, для чого організував перегрупування 4-х батальйонів із завданням зранку атакувати та знищити міст.

### Операція «Бостон»

Десантування підрозділів 82-ї дивізії в ході операції «Нептун». Операція «Бостон». 6 червня 1944

82-га повітрянодесантна дивізія виконувала свої завдання відповідно до плану місії «Бостон», яка розпочалася вслід за завершенням висадки 101-ї дивізії о 01:51. 6 420 парашутистів дивізії здійснювали десантування з борту 369 літаків С-47 «Скайтрейн».
Відповідно 82-га дивізія мала зони висадки DZ T (507-й парашутно-десантний полк), DZ O (505-й пдп) та DZ N (508-й пдп), які знаходилися на обох берегах річки Мердере західніше міста Сент-Мер-Егліз, що розташоване на ключовій транспортній артерії північної Нормандії — шосе Карантан—Шербур.
Транспортна авіація, яка відповідала за доставку в район ведення бойових дій десантників 505-го полку не мала таких труднощів, з якими зіткнулися льотчики попередньої дивізії. Патфайндери в зоні висадки DZ O змогли ввімкнути навігаційні радіомаяки «Еврика» та використати світлові засоби наведення. Принаймні половина полку десантувалася безпосередньо у районах призначення та 75 % змогли приземлитися на відстані не більш ніж 3 км від майданчиків приземлення.
Решта полків, на відміну від 505-го, не змогла в повній мірі скористатися перевагами точності приземлення. Так, 508-й парашутно-десантний полк опинився в найгірших умовах, — лише 25 % солдатів приземлилися у визначеному районі або на незначній відстані від нього. Половина військовослужбовців приземлилася на протилежному березі Мердере, що, безумовно, кардинально вплинуло на виконання ними отриманого завдання.
Патфайндери, що були висаджені в зони висадки 507-го пдп — DZ T, через близьку присутність німецьких вояків, не змогли скористатися сигнальними засобами та позначити кордони зони. Наслідком стало те, що майже половина полку здійснила десантування в помилковому районі, потрапила на навмисно заболочені ділянки місцевості, які війська Вермахту створили шляхом затоплення річки Мердере. Сильно навантажені, зі зброєю, парашутами та у повному спорядженні, вага якого майже дорівнювала власній вазі десантників, солдати намагалися звільнитися від підвісних систем та вибратися з мочарів та заплав, проте, швидко втрачаючи сили, багато хто з них загинув, навіть не вступивши в бій з противником. За різними оцінками кількість тих, хто потонув, дуже варіювалася, однак за офіційними даними лише 156 парашутистів загинуло в ході бойових дій власне в День Д, у той час як 756 зникло безвісти.
505-й десантний полк, швидко зібравшись після приземлення, під проводом французьких патріотів зміг стрімко організуватися в бойові порядки та о 04:30 атакувати і після незначного опору німців захопити невеличке французьке містечко Сент-Мер-Егліз, яке стало першим місцем на території Франції, звільненим союзниками від гітлерівців. Командування полку продовжило виконання завдання, організувавши колову оборону міста, разом із цим намагаючись силами 1-го батальйону захопити мости через Мердере у Шеф-дю-Пон та Амфревілі , але спроба була невдалою, незважаючи на підтримку з боку підрозділів 507-го та 508-го полків.

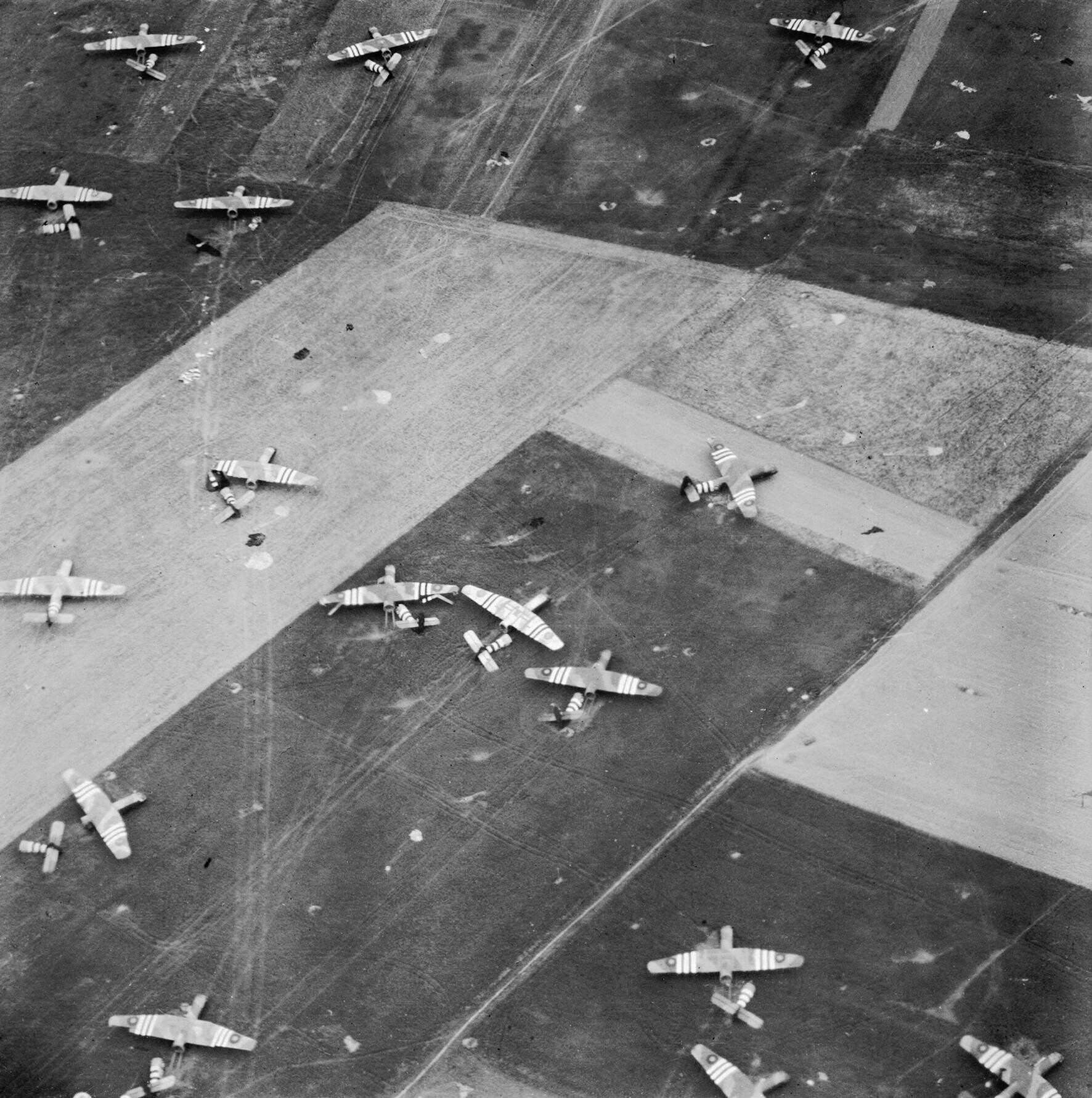
Планери після висадки десанту

Незважаючи на перший успіх у ході вторгнення — опанування ключовим містом — Сент-Мер-Егліз — решта розосереджених військ, що була вимушена вести бої в надзвичайно складних умовах, не змогла виконати отримані завдання. Зведений батальйон 508-го полку зміг захопити невеличку ділянку місцевості в районі Шеф-дю-Пон, за яку розгорнулися запеклі бої, коли підрозділи 1057-го гренадерського полку при підтримці легких танків танкового батальйону намагалися прорватися крізь оборонні позиції десантників. Ці дії знайшли відображення в славетній кінострічці «Врятувати рядового Раяна», коли десантники вели затятий бій за оволодіння мостом у вигаданому місті Раммель.
Дві парашутно-десантні роти 507-го полку міцно утримували позиції в глибині оборонних рубежів німців, поблизу Амфревіля, після чого у взаємодії з іншими військами змогли оволодіти проходами з моря, але лише 9 червня.
Жодна з головних задач, які ставилися 82-й дивізії зі знищення переправ через Дув та оволодіння пануючими висотами західніше річки Мердере, не були повністю виконані в перший день операції.

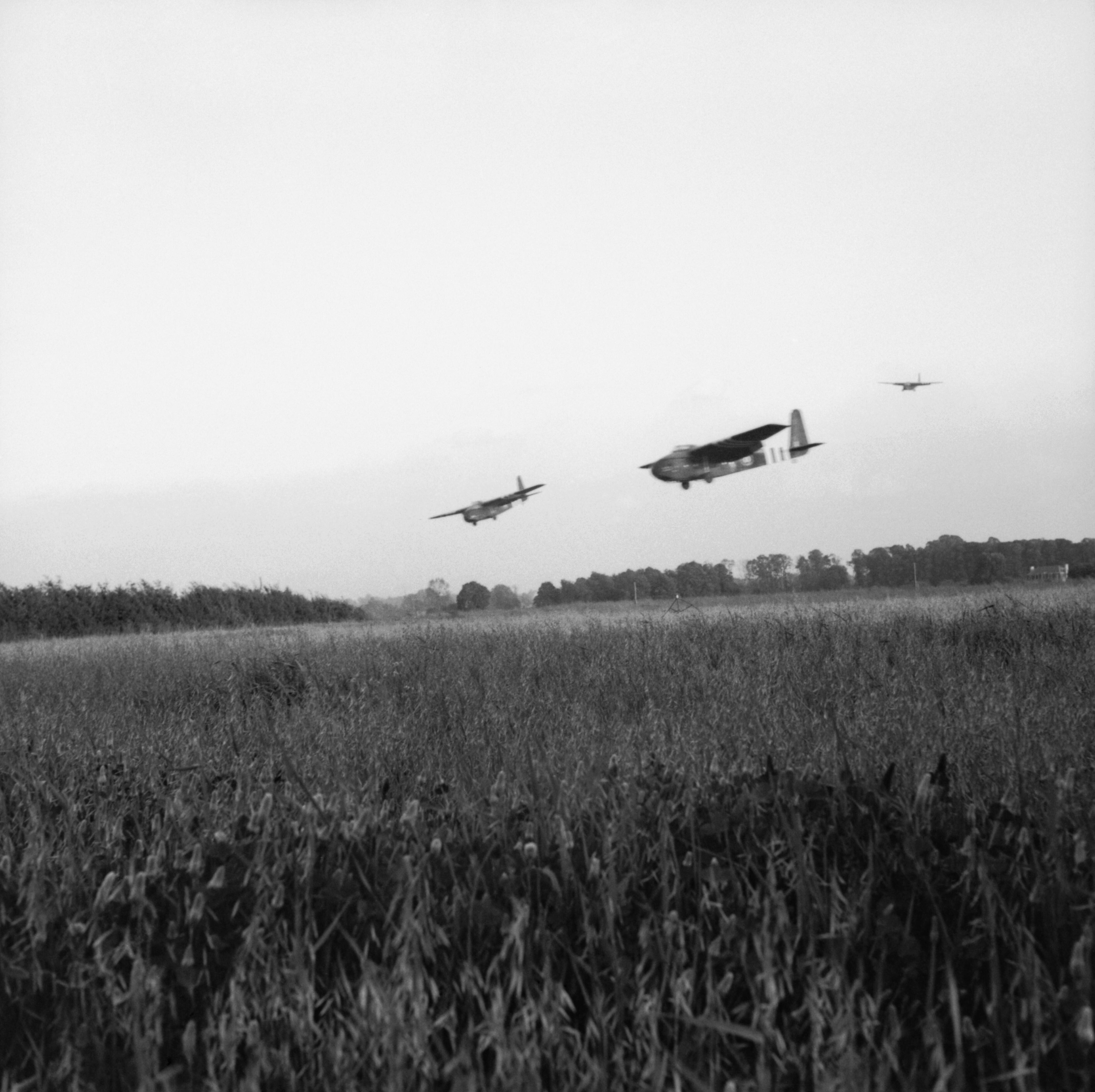
Планери «Гамількар» висаджуються з танками «Тетрарх» 6-ї планерно-десантної бригади біля Ранвіля під час операції «Тонга». 6 червня 1944

### Операція «Тонга»

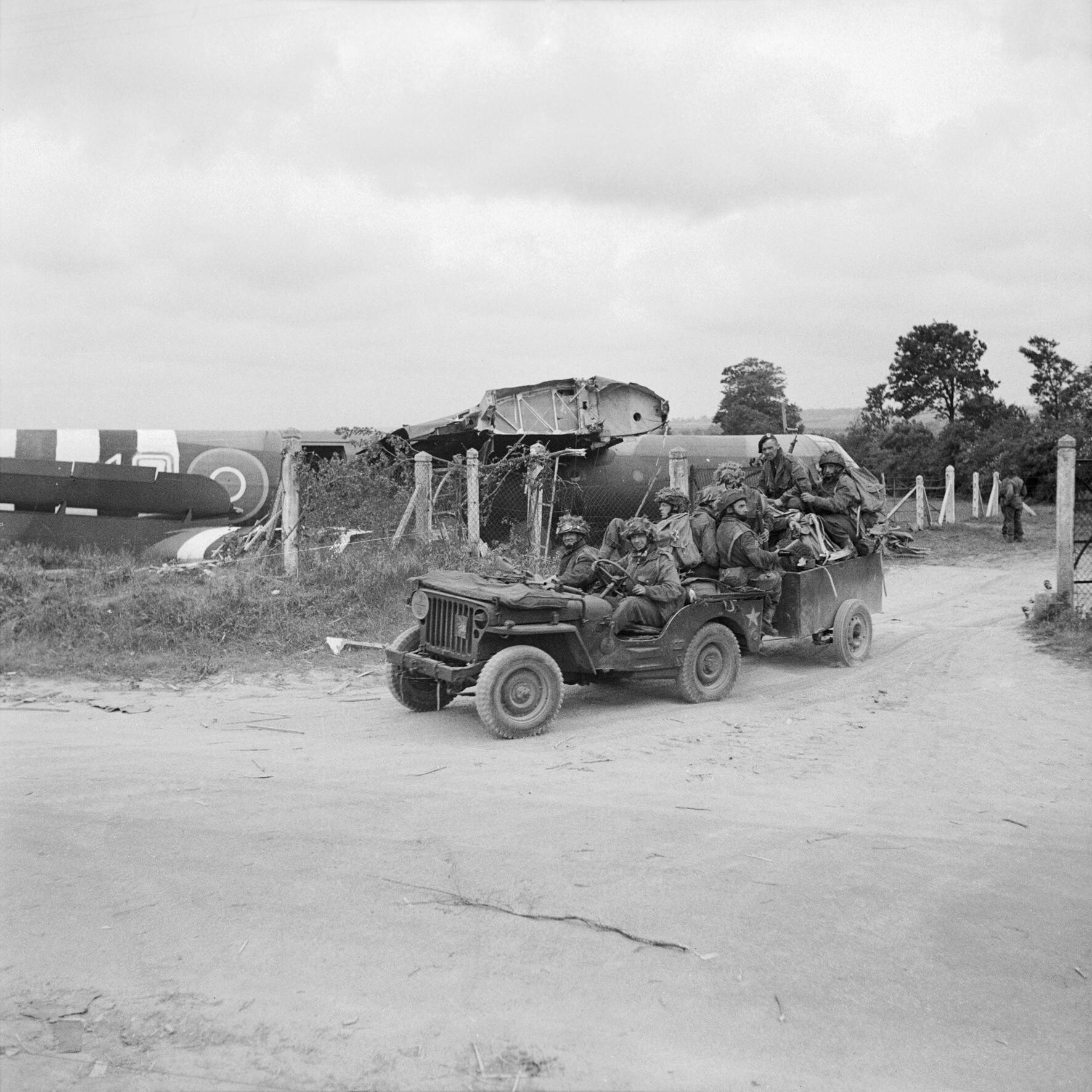
Висадка британських десантників 6-ї дивізії з планера Airspeed Horsa в ході повітрянодесантної операції. 6 червня 1944 року

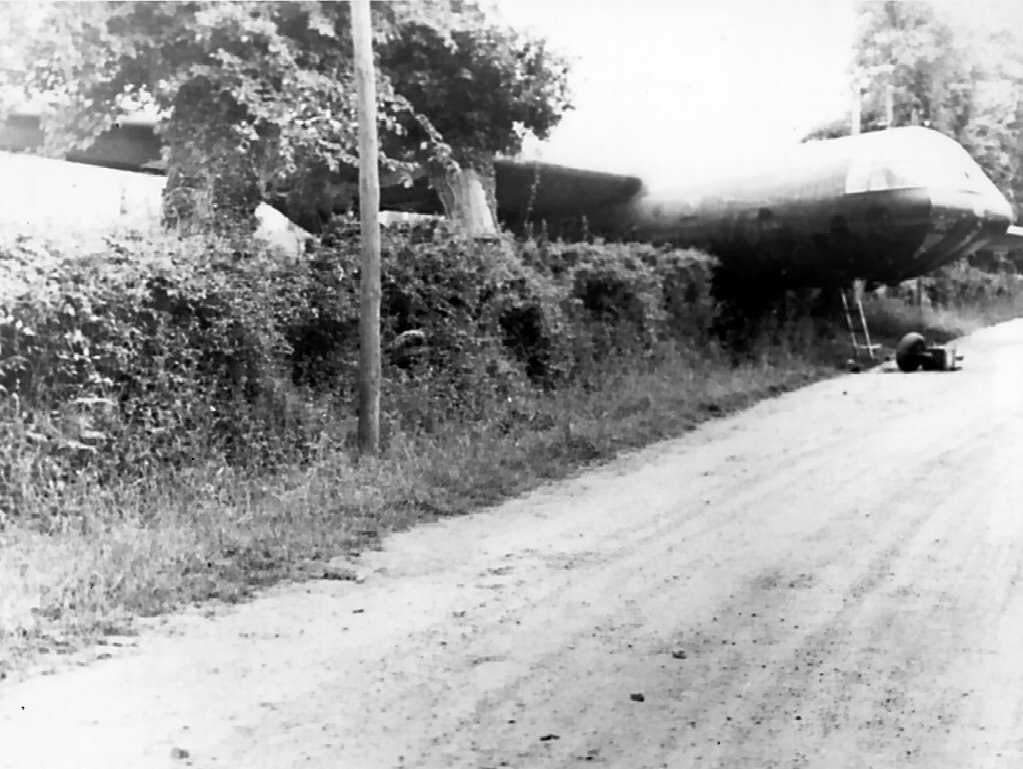
Планер Airspeed Horsa після жорсткого приземлення біля Євіля. Нормандія, ранок 6 червня 1944

Операція «Тонга» розпочалася о 22:56 5 червня зльотом 6-ти важких бомбардувальників «Галіфакс» з аеродрому Таррант Руштон, що тягнули за собою планери «Хорса» з передовим загоном десанту, розвідниками та інженерами, що мали завдання із захоплення мостів через Канський канал та річку Орн. Через кілька хвилин за ними прослідували 6 військово-транспортних літаків «Альбемарл» з особовим складом 22-ї окремої парашутної роти (патфайндери), які вирушали для організації захоплення майданчиків приземлення та їх позначення. Вслід за патфайндерами кількома потоками на 239 С-47 «Дакота» та «Стірлінг» і 16 планерах «Хорса» піднялися в повітря основні сили першої хвилі десанту, які десантувалися за планом о 00:50. Друга хвиля, призначена для висадки о 03:20, злетіла пізніше, маючи у своєму складі 65 планерів «Хорса» та 4 «Гамількара», які транспортували командування, штаб 6-ї дивізії та протитанкову батарею. Й останньою вирушила третя хвиля для захоплення Мервільської батареї о 04:30.
Другий підйом десанту (220 планерів «Хорса» та «Гамількар») був запланований на 21:00 для десантування посадочним способом 6-ї планерної бригади.
Першими на землю Франції з числа британців приземлилися передові підрозділи 5-ї парашутної бригади дивізії. Планери почали сідати на визначені майданчики LZ X біля мостів через канал трохи раніше за графіком, о 00:15. Проте під час приземлення внаслідок жорсткого приземлення техніка зазнала суттєвих пошкоджень, а десантники постраждали, один загинув. Миттєво залишивши планери, британські десантники почали атаку мостів. чатові, які нічого не очікували, спочатку не втямили, що трапилось, вчинили слабкий опір, і незабаром об'єкти були захоплені. О 00:24 перший, найбільш важливий міст через Канський канал, був захоплений.
Інша група передових сил десанту не була такою вдалою, через складні навігаційні умови та втрату курсу льотчиками десант був доставлений на землю LZ Y не в повному складі. Один планер приземлився на відстані 13 км від мосту й участі в захопленні мосту взяти не зміг. Разом із тим у повній мірі використавши ефект несподіваності, британські парашутисти швидко подолали опір німців і захопили міст малими силами. Десанту довелося відбити низку спонтанних атак німецьких підрозділів, підтриманих танками, але, втративши один танк, німці відступили. Через якийсь час на посилення оборони захоплених мостів прибули головні сили 7-го парашутного батальйону.
Патфайндери, що повинні були позначити зони приземлення DZ N та DZ K, не змогли цього зробити. Десантники під час підготовки площадки приземлення для головних сил, які націлювалися на атаку Мервільської батареї, зазнали значних втрат від так званого «дружнього вогню», коли під час посиленого бомбардування берегових укріплень, важкі бомбардувальники «Ланкастер» Королівських ВПС випадково «пройшлися» по району, де зосереджувалися патфайндери.
Висадка 5-ї бригади дивізії пройшла складно, багато літаків доставили десант поза межами визначних зон приземлення. Та ж доля спіткала планери. Як наслідок, командир 7-го парашутного батальйону зміг зібрати лише 40 % за станом на 03:00 ранку. Решта прибувала протягом усієї ночі та дня. Однак командир батальйону, не гаючи часу, організував колову оборону мосту, і вже на світанку німці здійснили першу серйозну спробу вибити десантників із нього за підтримки танків та штурмових гармат. Літаки Люфтваффе спробували розбомбити міст, проте півтонні бомби не вибухнули. Протягом доби німці намагалися знищити британський десант та звільнити міст або ж зруйнувати його. Десант міцно тримав оборону до 19:00 години, доки не підійшли головні сили 3-ї піхотної дивізії.
Інші батальйони 5-ї бригади, 12-й та 13-й парашутно-десантні, також зіткнулися із серйозними проблемами в ході висадки на DZ N, вдало зібравши лише 50-60 % своїх військ у визначений час. Попри це, десант приступив до виконання завдань. 12-й батальйон захопив населений пункт Ле-Ба-де-Ранвіль, у той час як 13-й окупував місто Ранвіль, зіткнувшись із завзятим опором німецьких військ у міській смузі. Відбивши кілька атак 125-го танково-гренадерського полку та потрапивши під артилерійський обстріл, десантники змогли утримати об'єкти захвату до підходу наземних військ ввечері, а також однією ротою 12-го пдб забезпечити посадку планерів із командуванням дивізії та саперами.
3-тя парашутна бригада почала висадку військ приблизно в той же час, що і 5-та. Так само через погодні умови всі підрозділи опинилися розкиданими на значній площі. До того ж і патфайндери не змогли забезпечити точність приземлення особового складу, втративши правильні орієнтири.
9-й парашутний батальйон, десантувавшись першим, відразу приступив до виконання завдання із захоплення Мервільської батареї. Незважаючи на складні умови збору особового складу в зоні приземлення, командир батальйону підполковник Отвей спробував негайно організувати штурм укріплених позицій батареї. Втративши понад 2 години на зосередження своїх воїнів, він зміг зібрати з 500 лише 150 десантників та встановив, що має лише 1 кулемет та обмежену кількість вибухових пристроїв для виведення з ладу гармат та обладнання вогневих позицій, а також бангалорських торпед для пророблення проходів у дротових загородженнях. Маючи жорсткий наказ знищити артилерійські установки за будь-яку ціну не пізніше ніж до 05:30, комбат прискореним маршем вивів десантників до об'єкту. Одночасно до позицій батареї почали прибувати планери із саперами-підривниками, що під вогнем із землі приземлилися під боком фортифікаційної споруди.
Батальйон підполковника Отвея, розбитий на 4 основні групи, малими силами розпочав атаку о 04:50, намагаючись з ходу прорватися через посилені оборонні рубежі батареї. Користуючись перевагами своїх позицій, німці відкрили шквальний вогонь та завдали великих втрат атакуючим. Так у групі, що атакувала каземат № 4, у живих лишилося тільки 4 десантники, що дійшли до цілі та змогли вести дійсний вогонь впритул та кидати ручні гранати. Аналогічно проходило захоплення інших елементів берегової батареї. На жаль, десантників чекало жорстоке розчарування, коли вони з'ясували, що замість довгоочікуваних сучасних 150-мм берегових гармат, які за даними розвідки знаходилися на батареї, британці знайшли лише 100-мм польові гаубиці чехословацького виробництва часів Першої світової війни, які не становили собою серйозної загрози для кораблів сил вторгнення союзників. Усе ж таки парашутисти спромоглися вивести гаубиці з ладу, підриваючи їх вибуховими зарядами, а іноді і звичайними ручними гарматами, встромляючи їх у канал ствола.
Захопивши в полон велику кількість німецьких військовослужбовців, батальйон приступив до оборони об'єкту. За наказом підполковник Отвей повинен був доповісти командуванню, що завдання виконане та батарея захоплена. В іншому випадку з початком вторгнення основних сил легкий крейсер «Аретьюза» мав задачу о 05:30 вогнем корабельної артилерії подавити Мервільску батарею. Проте, утративши під час штурму радіостанцію, десант не зміг доповісти та був вимушений врешті-решт відступити, виводячи з собою з-під вогню поранених та військовополонених. Ціною неймовірних втрат (50 загиблих та 25 поранених, майже половина тих, хто штурмував) британські десантники виконали завдання. Після цього підполковник Отвей приступив до виконання наступної задачі — захоплення поселення Ле-Плен. Стрімкою атакою залишки батальйону розсіяли сили противника, що протистояли, але до виконання подальших завдань підрозділ був практично небоєздатний через великі втрати серед особового складу.
8-му парашутно-десантному батальйону, що отримав завдання зі знищення 3-х мостів у Бюр та Троарні, пощастило набагато більше. Зіткнувшись із проблемами, що переслідували весь десант після десантування, комбату через 2 години вдалося зібрати лише 140 парашутистів, однак важливої складової частини його бойового загону, саперів із вибухівкою, не було у цьому контингенті. Прочекавши деякий час, командир вирішив діяти, виславши передову групу на дорозвідку об'єктів, які батальйон повинний був знищити. Група несподівано доповіла, що мости вже зруйновані саперами, яким пощастило приземлитися на незначній відстані від них. Третій міст біля Троарна після нетривалої вогневої сутички з патрулем німецької 21-ї танкової дивізії був захоплений та підірваний. Таким чином, не зазнавши значних втрат, батальйон зміг завершити виконання завдання та висунутися у визначений район збору біля Ле-Меній-сюр-Бланжі.
Третій батальйон бригади — 1-й канадський парашутний батальйон — частиною сил виконував завдання з підриву 2-х важливих мостів у Варавілі та Робомі, решта атакувала гарнізон у Варавіль із намаганням оволодіти селищем та знищити позиції артилерійської батареї і радіовисилач, а також міст через струмок Діветт. Міст у Робомі був зірваний у повітря практично без втрат та у визначений час. Водночас невеличка група канадських десантників (збір підрозділів тривав протягом дня) на світанку спромоглася відважно атакувати німців у Варавілі, попри те, що німецький гарнізон чисельно їх значно переважав та мав щонайменше 96 вояків, які оборонялися на заздалегідь обладнаних позиціях із кулеметними гніздами та гарматою. Німці відбили атаку, вогнем гармати заподіявши великих втрат атакуючим, вбивши багатьох, у тому числі командира роти. Лише ближче до полудня після того, як союзники протягом кількох годин організували мінометний обстріл ворожих позицій, солдати Вермахту здалися.
Командування 6-ї дивізії зі своїм штабом та підрозділами забезпечення приземлилося на землю Нормандії посадочним способом о 03:35, коли основні сили десанту вже приступили до виконання своїх завдань. Після збору на майданчику приземлення генерал-майор Гейл із штабними підрозділами висунувся в район Ле-Ба-ле-Ранвіль, де був утворений командний пункт дивізії. На 05:00 дивізія встановила зв'язок зі штабом 5-ї бригади, о 12:35 — 3-ї бригади та взяла керівництво діями частин під свій контроль. О 13:53 перші підрозділи наземних військ, що висадилися на плацдарм «Сорд», з'єдналися з десантом.
О 21:00 в районі бойових дій під вогнем противника здійснила посадку 6-та планерна бригада, зазнавши незначних втрат серед особового складу під час десантування. Опівночі майже уся 6-та британська повітрянодесантна дивізія знаходилася у визначеному районі, міцно утримуючи захоплені рубежі на лівому фланзі військ вторгнення. 2 батальйони планерної бригади знаходилися в резерві командира дивізії, у той час, як решта військ, знаходячись на передовій, піддавалась перманентним атакам піхотних та танкових підрозділів Вермахту, що намагалися вибити повітряний десант із зайнятих рубежів, прорватися до плацдарму та скинути союзників у море.

## Висадка планерного десанту

### Операції «Чикаго» та «Детройт»

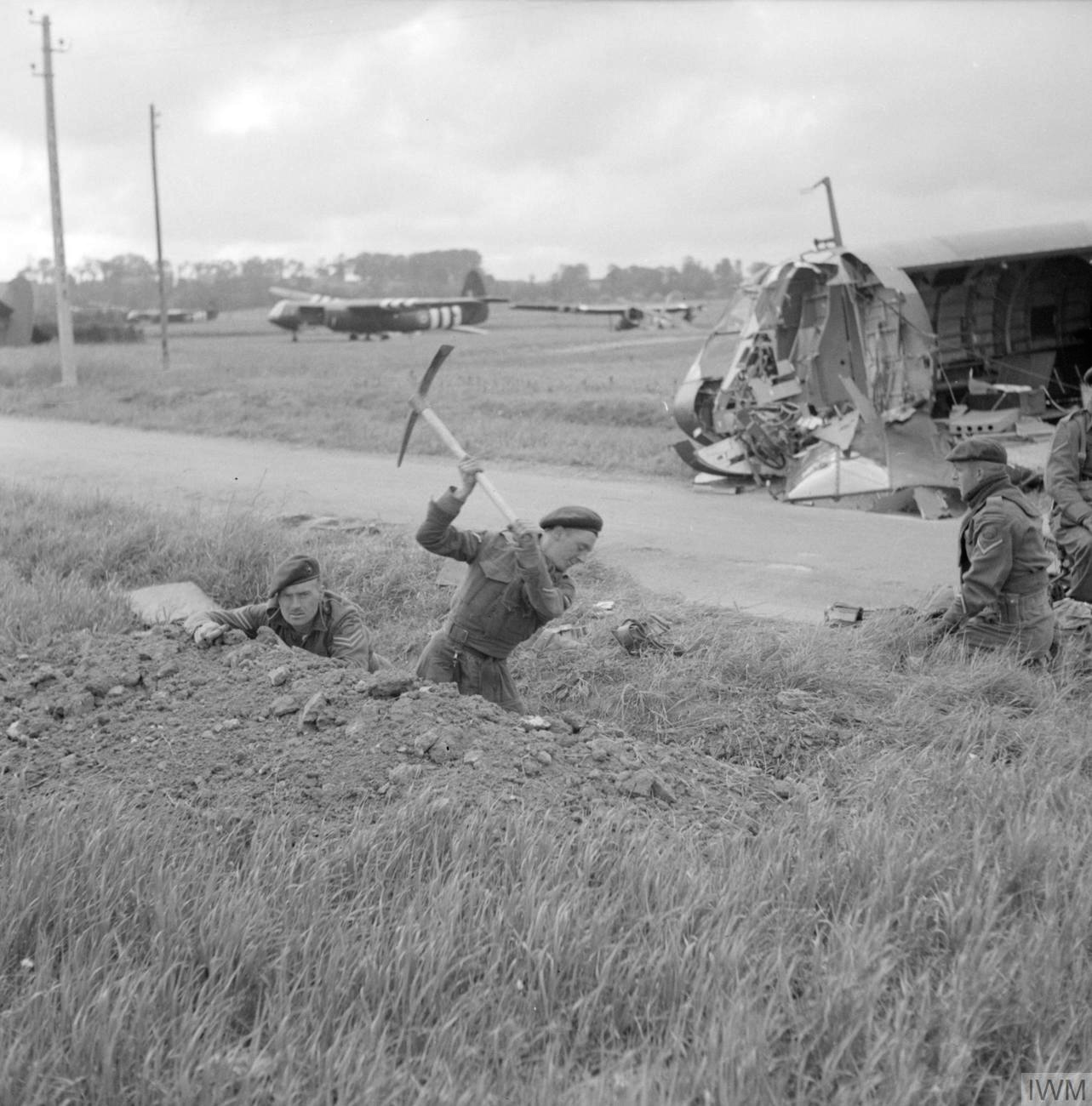
Британські десантники обладнують позиції біля мосту через річку Орн. На задньому плані видні планери Airspeed Horsa. 7 червня 1944

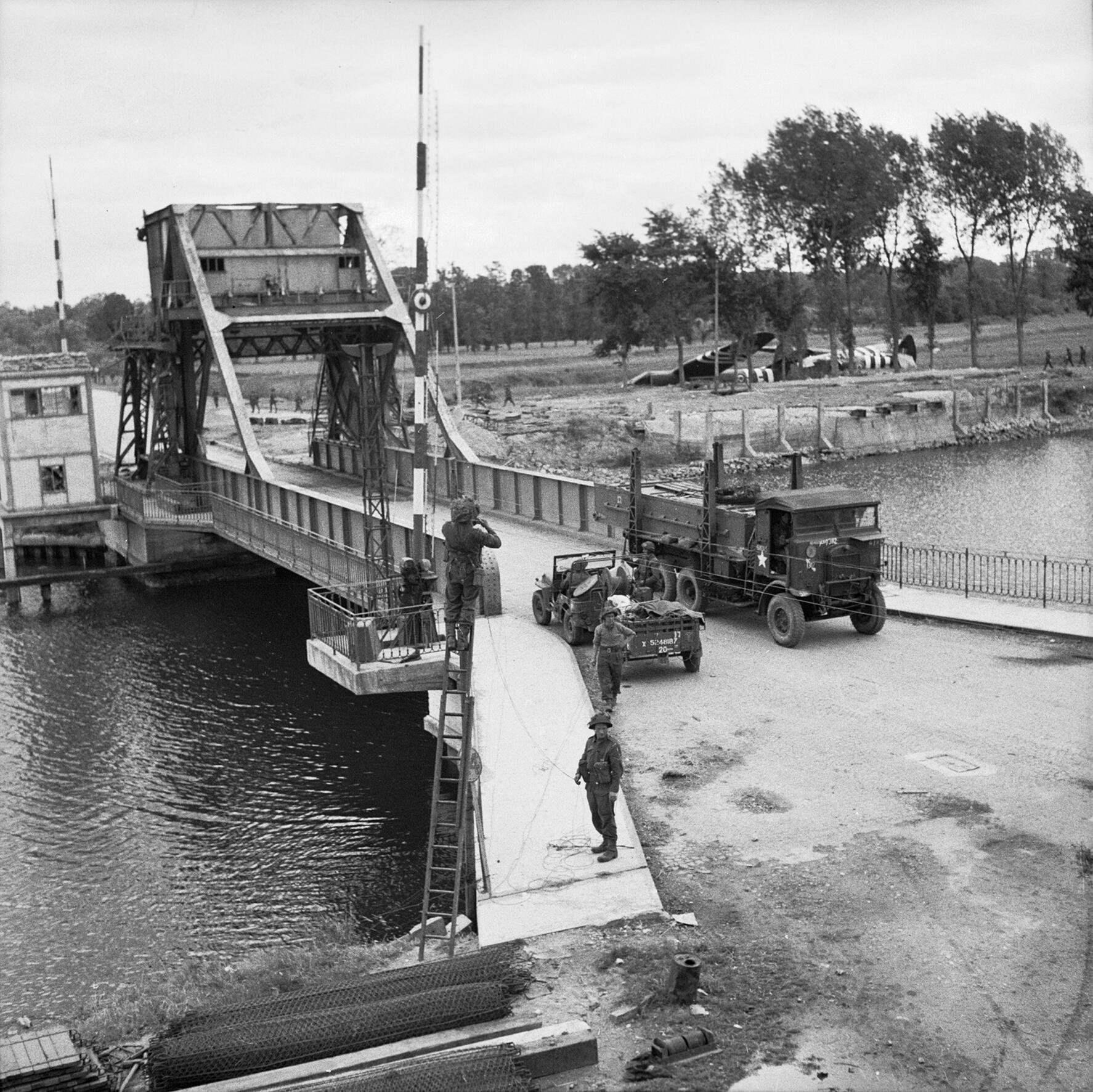
Рух транспорту через міст Пегасу (Канський канал біля Бенувіль). 7 червня 1944 року

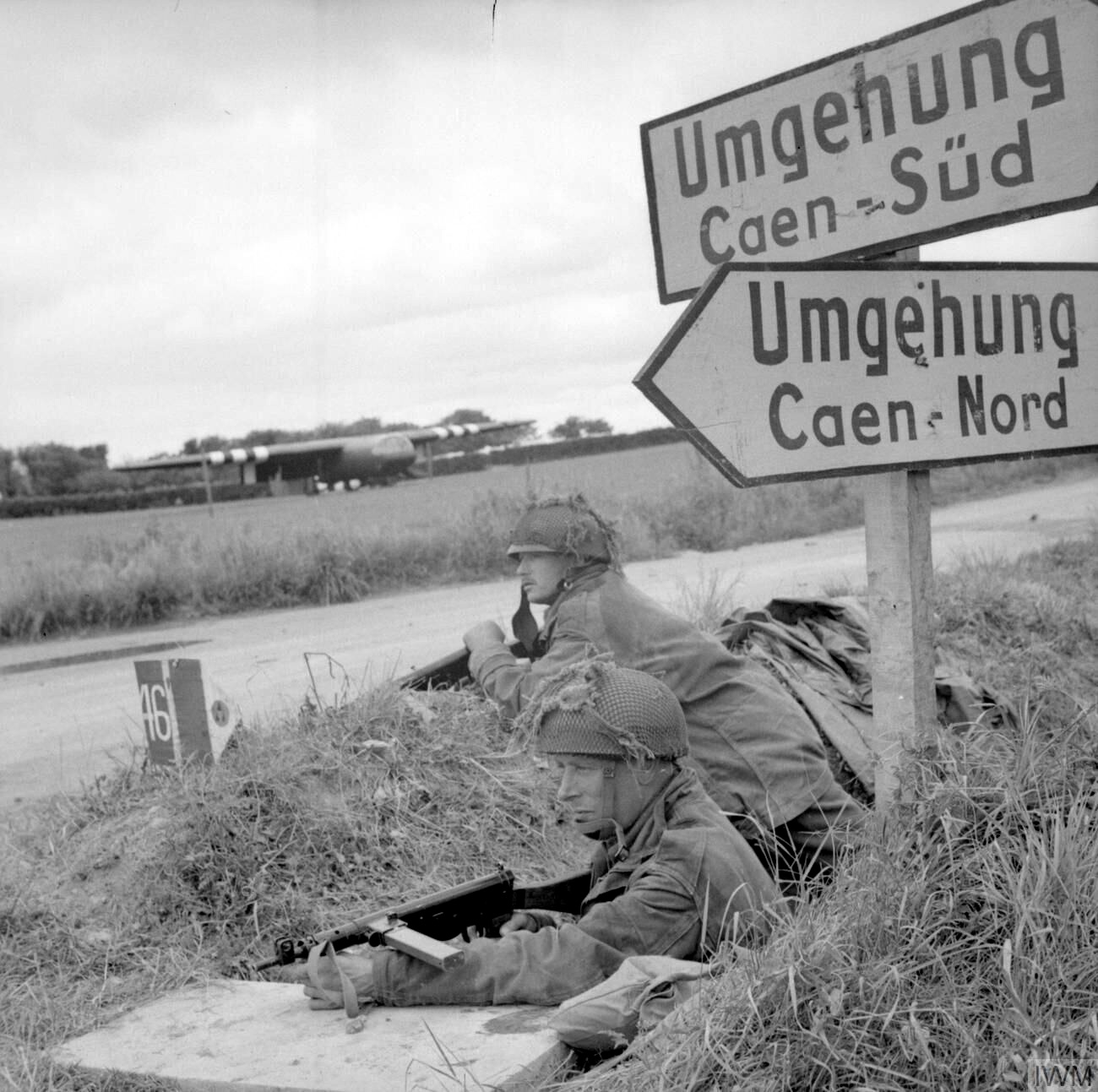
Десантники 6-ї дивізії, озброєні пістолетами-кулеметами Mk V Sten на перехресті доріг

Із настанням світанку союзники здійснили спробу посилити десант, висадивши двома місіями «Чикаго» (для 101-ї дивізії) та «Детройт» (для 82-ї дивізії) планерний десант. Кожний ешелон мав у своєму складі по 52 планери Waco CG-4, якими на поле бою доставили протитанкову артилерію та підкріплення для посилення протитанкової оборони десантників на полі бою. Місії піднялися в повітря, коли літаки з основними силами десанту були ще на шляху до районів бойових дій. Місія «Чикаго» мала успіх, майже 92 % військ приземлилося в радіусі 3 км від центру визначеної зони.
Операція «Чикаго», що стала 27-м етапом десантної операції, злетіла вночі о 01:19 з військово-повітряної бази королівських ВПС Олдермастон та вирушила на південь, маючи на борту 155 десантників, бульдозер, 16 57-мм протитанкових гармат, 25 автомашин типу «Джип», 2,5 тонни боєприпасів та 11 тонн вантажів, у тому числі потужну радіостанцію SCR-499 дивізійної ланки для КП 101-ї дивізії.
Після перешикування для перельоту морем у бойовий порядок стрій взяв курс на Нормандію, прямуючи на плацдарм «Юта». Під вогнем противника із землі один із транспортників звалився вниз біля Пон-Лаббе, потягнувши за собою планер. Ще 7 літаків із планерами зазнали серйозних пошкоджень. Літаки продовжували рух в напрямку зони приземлення LZ E та невдовзі почали відчіпляти планери. Зона приземлення LZ E знаходилася поруч із зоною приземлення 506-го полку DZ C. О 03:54 49 планерів із 52 здійснили посадку на землю Франції у визначеному районі. Наведення транспорту здійснювалося за допомогою радіомаяка «Еврика» та галогенних вогнів, що чітко позначали межі майданчику. 6-ти планерам вдалося приземлитися влучно в межах поля, 15 — на незначній відстані від LZ E, 10 — на поле біля Форгез, а 18, що залишилися — за винятком 1 — приземлилися східніше на відстані 3 км. Техніці вдалося сісти достатньо вдало, незважаючи на пошкодження, отримані через зіткнення з деревами, в основному тими літаками, що приземлилися поза межами зони, більшість десантників не отримала значних травм та вантажі були цілі. Проте на борту одного з планерів внаслідок жорсткої посадки планера розбився заступник командира 101-ї повітрянодесантної дивізії бригадний генерал Дон Пратт, що відповідав за організацію взаємодії з військами, які висаджувалися з моря. Загальні втрати становили 5 загиблих, 17 поранених та 7 зниклих безвісти. До світанку командування дивізії організувало збір планерного десанту та доставку їх до місця призначення.
Місія «Детройт», що мала за мету доставку на поле бою 220 десантників 325-го планерного полку 82-ї дивізії з 16 57-мм протитанковими гарматами, 22 автомашинами типу «Джип», 5 трейлерами та 10 тоннами медикаментів, води, продовольства, не мала такого вдалого результату. Туман та низка хмарність збили екіпажі з пантелику, як наслідок, лише 62 % планерів приземлилося поблизу району виконання завдання. Негайно після приземлення десант скористався зброєю, що буквально звалилася з неба.

### Операції «Ельміра» та «Кеокук»

Карта бойових дій 101-ї та 82-ї пдд у ході операції «Нептун». 6 червня 1944

Ввечері Дня «Д» союзники втілили в життя ще дві посадочні місії з висадки планерів загальною чисельністю 208 одиниць. Місіям під кодовими назвами «Кеокук» та «Ельміра» ставилося за мету доставити на берег Франції підкріплення та боєприпаси для військ 101-ї та 82-ї дивізій відповідно. Повітряні ешелони транспортної авіації, що прямували на Францію, на відміну від попередніх місій, мали потужне авіаційне прикриття й супроводжувалися винищувачами Р-38, Р-47 та Р-51 та були проведені в денний час.
«Кеокук» стартувала о 18:30 єдиною хвилею й мала у своєму складі 32 літака-буксира з планерами «Horsa» для 101-ї пдд. Подолавши Ла-Манш, авіація пролетіла над військами, що билися на плацдармі «Юта», та виключно влучно о 20:53 приземлилася на свої майданчики, позначені парашутистами сигнальними засобами. Війська Вермахту в районі Туржевіль та Сен-Ком-дю-Мон відкрили стрільбу по планерах, що йшли на посадку і навіть спричинили незначних втрат, незважаючи на значну відстань від районів приземлення LZ E. Проте постачання американцями резервів та майна пройшло дуже вдало. Планери «Horsa» не зазнали значних пошкоджень, лише 2 приземлилися на бойових позиціях противника. Утрати десанту склали 10 загиблими, 30 — отримали серйозні поранення та 10 військових зникло безвісти або потрапили в полон.
Місія «Ельміра» стала наймасштабнішою планерною операцією в ході вторгнення в Нормандію та складалася зі 176 літаків С-47 із 36 планерами «Waco» та 140 «Horsa» і поділялася на 4 заходи (серії № 30-33), один із 26 літаків та 3 по 50. «Ельміра» мала за мету доставку на поле бою значної кількості військ 82-ї повітрянодесантної дивізії — загалом більш ніж 955 десантників, а також нараховувала 2 артилерійські дивізіони з 24 гаубицями для підтримки 507-го та 508-го полків, що вели бойові дії західніше Мердере. Визначеною зоною приземлення планерів була зона LZ W у 3-х км південніше від Сент-Мер-Егліз.
Перші дві серії в кількості 76 літаків піднялися в повітря ще завидна й попрямували в бік Нормандії. Через режим радіомовчання пілоти не знали про те, що підрозділи 795-го грузинського батальйону Вермахту окупували їх посадочну зону й патфайндери вимушені були пересунути радіомаяки «Еврика» на відстань 3 км північно-західніше в район LZ О. Літаки, як було заплановано, ввійшли на визначені курси та звільнили свої планери над LZ W. Із 76 планерів, що приземлилися поза межами зони, що охоронялася, 3 CG-4 Waco та 21 Airspeed Horsa були зруйновані, у більшості через пошкодження, отримані від вогню німецьких військ.
Наступна хвиля місії «Ельміра» прибула до району ведення бойових дій о 22:55, але через відсутність сигналів від патфайндерів були вимушені прямувати на радіомаяк «Еврики» в зоні LZ O. Але через темряву зенітний вогонь та наступні мінометні обстріли німців не спричинили серйозних втрат планерному десанту. Хоча він і приземлився в основному поблизу LZ О, а деякі змогли протягнути навіть до LZ W і там влучно приземлитися, німці не були здатні в нічних умовах зірвати висадку. Як наслідок, 15 із 24 гаубиць вже зранку увійшли до строю та змогли узяти участь у бойових діях.
Загалом місія «Ельміра» зазнала таких втрат: 15 осіб загинуло, 46 — поранено серед льотного складу та 11 пілотів зникло безвісти (потрапило в полон); у свою чергу, серед десантників 33 військовослужбовці загинуло та 125 було поранено.

### Операції «Гальвестон» та «Хакенсак»

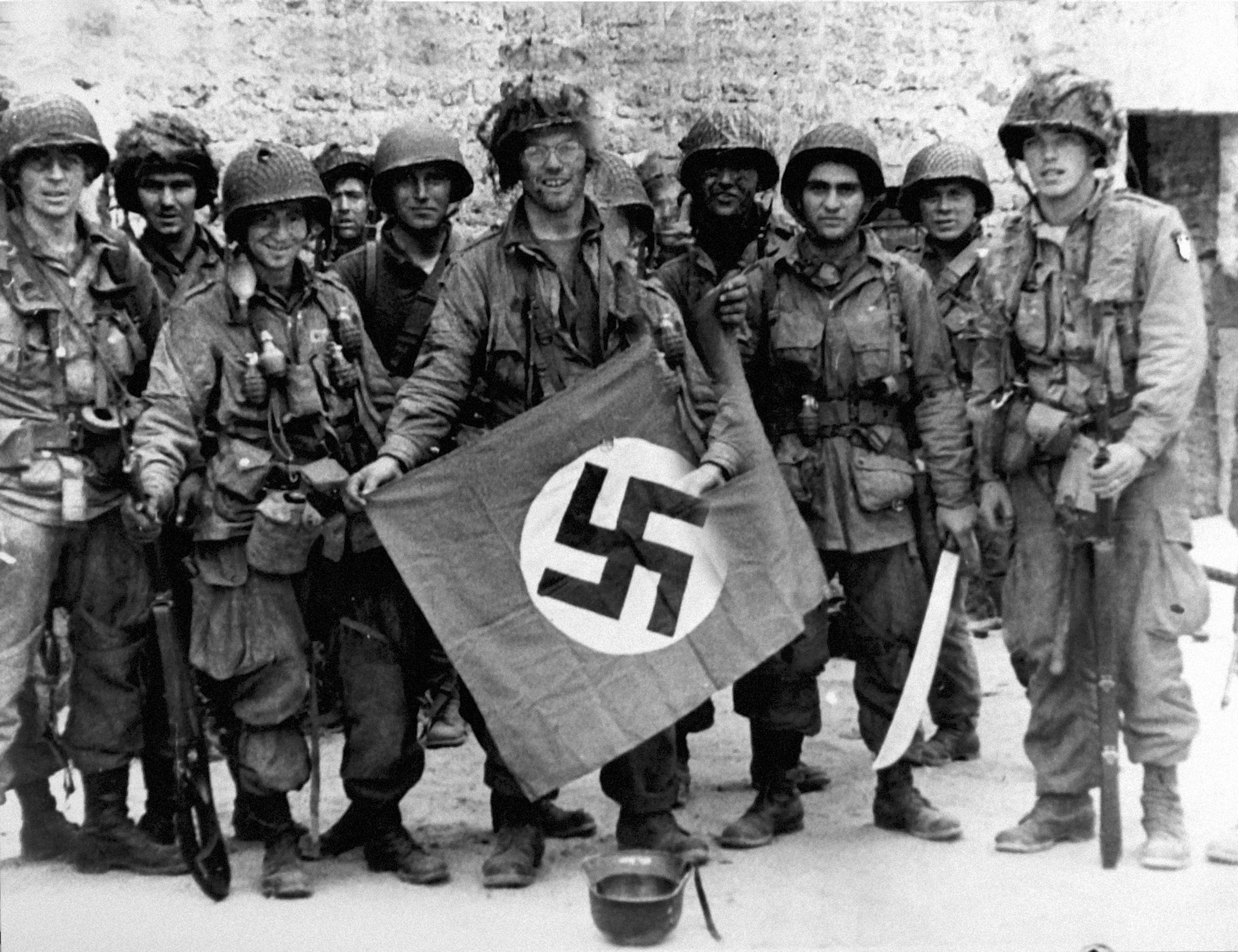
Американські десантники позують із нацистським прапором біля захопленого французького селища. Район плацдарму «Юта», Сен-Маркуф, 8 червня 1944

Дві додаткові місії з постачання планерами військ під кодовими назвами «Галвестон» та «Хакенсак» розпочалися пополудні 7 червня, доставивши ввечері на поле битви підрозділи 325-го планерно-десантного полку 82-ї дивізії. Врахувавши складності умов проведення перекидання військ повітрям у ході операції «Ельміра», у розробку плану постачань були внесені суттєві зміни, і десант наразі прямував над річкою Дув та, уникнувши втрат від вогню противника, зміг вдало приземлитися на майданчик приземлення LZ Е, яку утримували підрозділи 101-ї дивізії. Першою місією «Гальвестон» був доставлений 1-й планерно-десантний батальйон полку та артилерійські підрозділи. Маючи майже 100 літаків із планерами, о 18:55 десант доставив на півострів до 1000 десантників посилення із 20 артилерійськими системами та 40 автомобілями. Однак жорстке приземлення призвело до травм та аварій, через що до 100 чоловіків 325-го полку отримало поранення, 17 із них загинуло. Наступна хвиля була більш вдалою та закінчилася з мінімальними втратами.
Операція «Хакенсак», якою до Нормандії була доставлена решта планерного полку, завершилася о 20:51 7 червня. Війська 2-х батальйонів (2-й батальйон 325-го полку та 2-й батальйон 401-го планерного полку) у загальній чисельності 1300 парашутистів успішно приземлилися на 4-х майданчиках у районі LZ W, і лише один батальйон потрапив під вогонь німецьких солдатів, втративши 15 десантників, 60 отримали поранення. Остання група планерів із підрозділами забезпечення, яка мала 50 планерів «Waco», доставила на майданчик приземлення також міномети та одну роту посадочного десанту, не зазнавши жодних втрат із високою влучністю. На 22:15 усі 3 батальйони полку були зосереджені при наявності 90 % особового складу. 325-й полк перейшов до резерву командира дивізії і був передислокований у Шеф-дю-Пон.

### Операції «Фріпорт» та «Мемфіс»
Після висадки основних сил десанту протягом 6-7 червня командування союзників розпочало виконання двох операцій із постачання вантажів на поле бою. Операції під назвою «Фріпорт» (для військ 82-ї дивізії) та «Мемфіс» (для 101-ї дивізії) були проведені 7 числа. Транспортні літаки прямували головним чином через позиції плацдарму «Юта» й зазнавали суттєвих втрат та пошкоджень від стрільби противника з землі. Доставка вантажів для 101-ї практично провалилася, 14 транспортних літаків С-47 із 270 було збито, у порівнянні з втратою 7 літаків із 511, що брали участь у доставці планерного десанту до того.
Протягом наступного тижня командування союзників провело 6 додаткових операцій із метою постачання військ боєприпасами, медикаментами та продовольством. Кожний захід проводився силами 10-ти літаків, що десантували вантажі, та 24 — що доставляли планери із запасами.
Загалом союзники провели десантну операцію, застосувавши 2166 літако-вилетів, із яких 533 — були пов'язані з перекиданням планерів.

## Подальші бойові дії

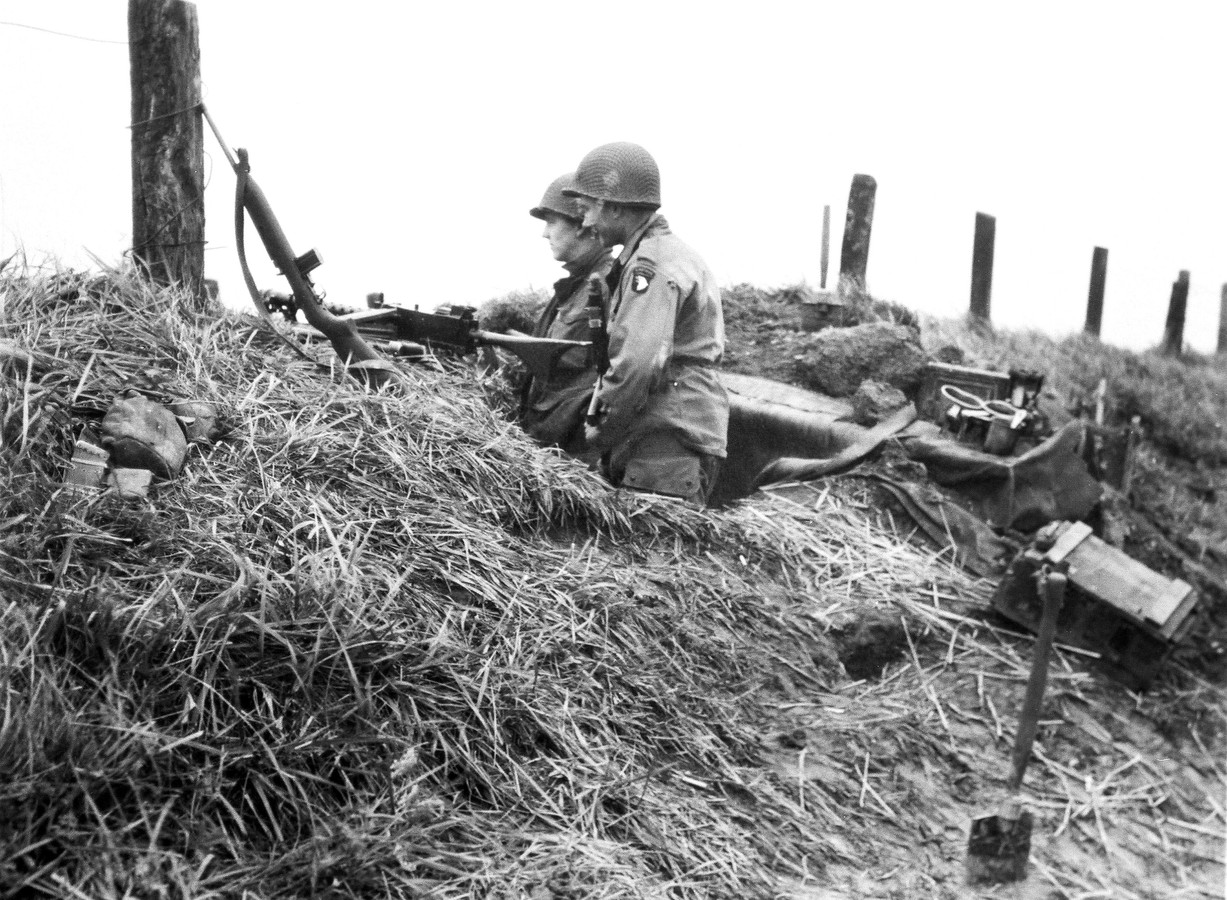
Солдати 101-ї повітрянодесантної дивізії в окопі. Операція «Оверлорд»

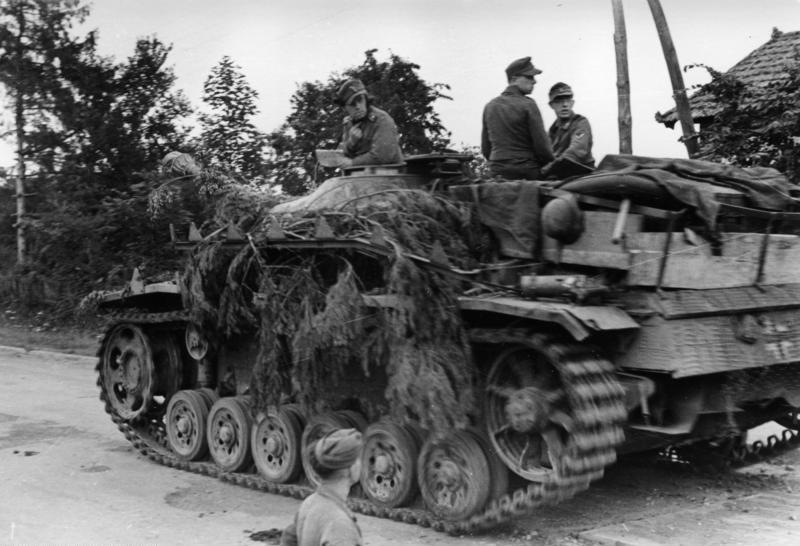
Німецька штурмова гармата StuG III під час боїв за Карантан. Червень 1944

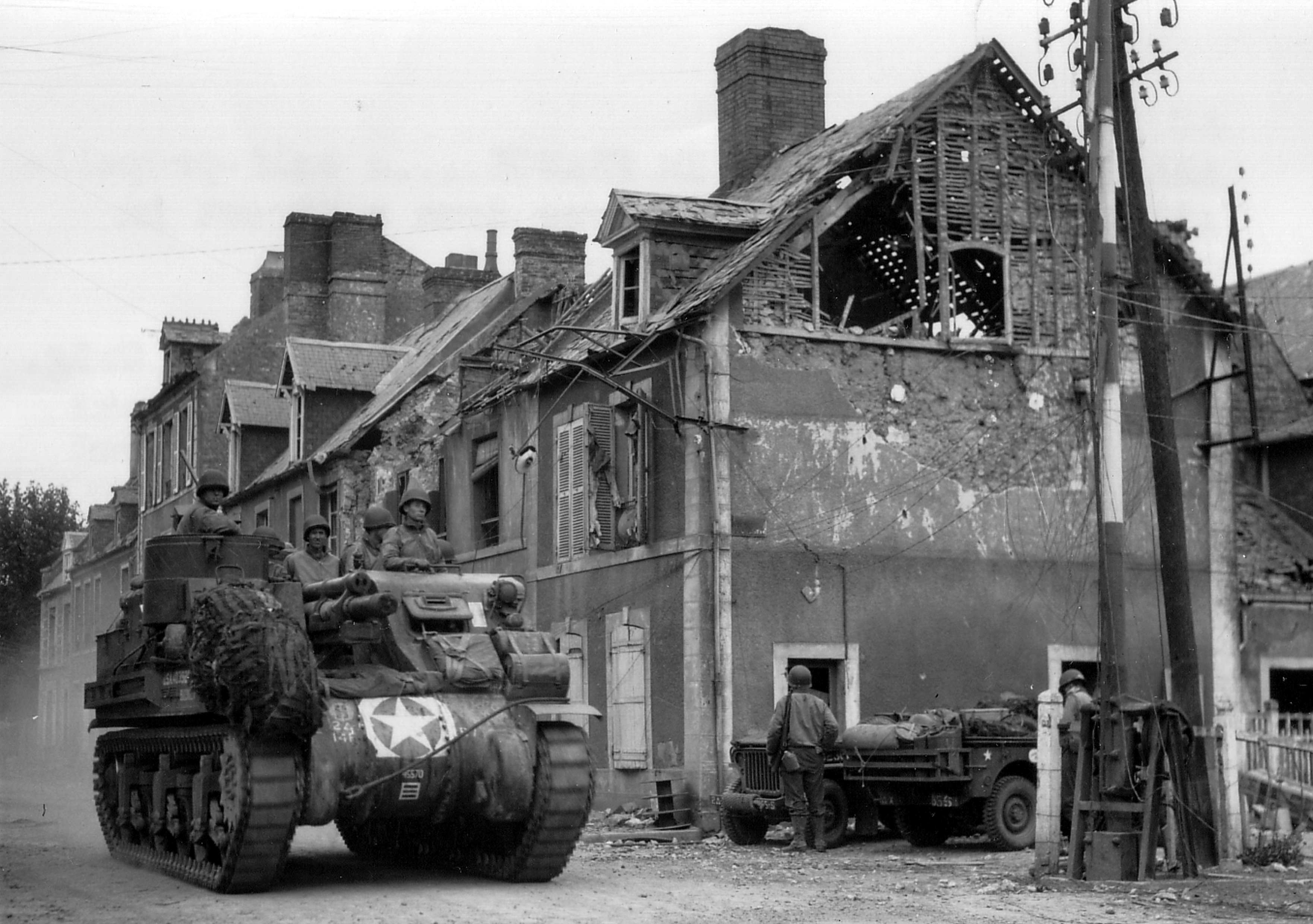
Американська самохідна артилерійська установка М7 Priest на вулицях Карантана. Червень 1944

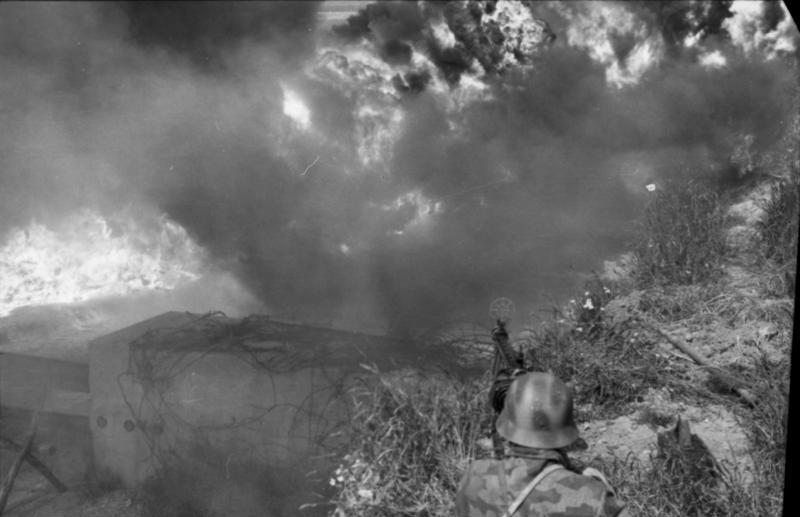
Німецький кулеметник із кулеметом MG-15

Командування Вермахту, збентежене масштабом висадки американських військ у себе в тиловій смузі, водночас із проведенням дезінформаційних висадок та імітацій, так і не змогло своєчасно розгадати, скільки ж десантних дивізій приземлилося в Нормандії, які завдання покладаються на них і найголовніше: де саме головний напрямок зосередження основних зусиль десанту і, виходячи з цього, де союзники будуть висаджувати морський десант. Не маючи чітко визначених завдань, німецьке командування втрачало час, гарячково кидаючись із боку в бік та втрачаючи ініціативу.
До того ж, суцільні ряди живоплоту («хіджроу» англ. Hedgerow), які простягалися на десятки кілометрів по всій північній Франції, створювали значні перепони не лише для маневру союзних військ, а й відповідно для маневреності самих німців у боротьбі з парашутистами. Зони затоплення, які німці створили, перекривши шлюзові системи Мердере та Дуву, призвели до загибелі багатьох американських солдатів під час приземлення. Згодом вони ж перетворилися на природні інженерні загородження на шляхах висування німецької мотопіхоти та танків і надійно прикривали південний фланг американського десанту. Так само успішна висадка 4-ї піхотної дивізії на плацдарм та її подальше просування вглиб оборонних позицій німців; оточення силами 8-го піхотного полку при підтримці десантників німецького батальйону на висотах біля Сент-Мер-Егліз; поступове просування 12-го та 22-го піхотних полків у південному напрямку, створили дуже небезпечну обстановку для частин Вермахту.
Зранку 6 числа два батальйони 6-го парашутного полку (2-га повітрянодесантна дивізія Люфтваффе) під командуванням оберст-лейтенанта Фрідріха фон дер Хайдта намагалися прорватися вглиб районів зосередження американців неподалік Сент-Марі-дю-Мон та Сент-Мер-Егліз, проте, наразившись на запеклий організований опір десантників, були вимушені відступити. 1-й парашутний батальйон полку, намагаючись силком прорватися вздовж річки Дув, був відрізаний від основних сил полку та, втративши майже половину особового складу, капітулював.
Водночас із північного напрямку німецький 1058-й гренадерський полк, посилений танками та штурмовими гарматами, контратакував американців, що захопили Сент-Мер-Егліз, але, зіштовхнувшись із танковими підрозділами М4 «Шерман» 4-ї дивізії, що підійшли з моря, відступив, зазнавши значних втрат у техніці. Піхота, залишившись без танкової підтримки та будучи атакованою двома батальйонами 505-го парашутного та 8-го піхотного полків, у паніці втекла.
Відразу після приземлення та збору на ходу розрізнені підрозділи 506-го полку силами двох неповних батальйонів здійснили відчайдушну спробу розвідкою боєм захопити місто Сен-Ком-дю-Мон, але, зіткнувшись з організованим опором німців, яких підтримали танки, були зупинені біля Анговіль-о-Плен.

### Бої за Карантан та утримання зон висадки

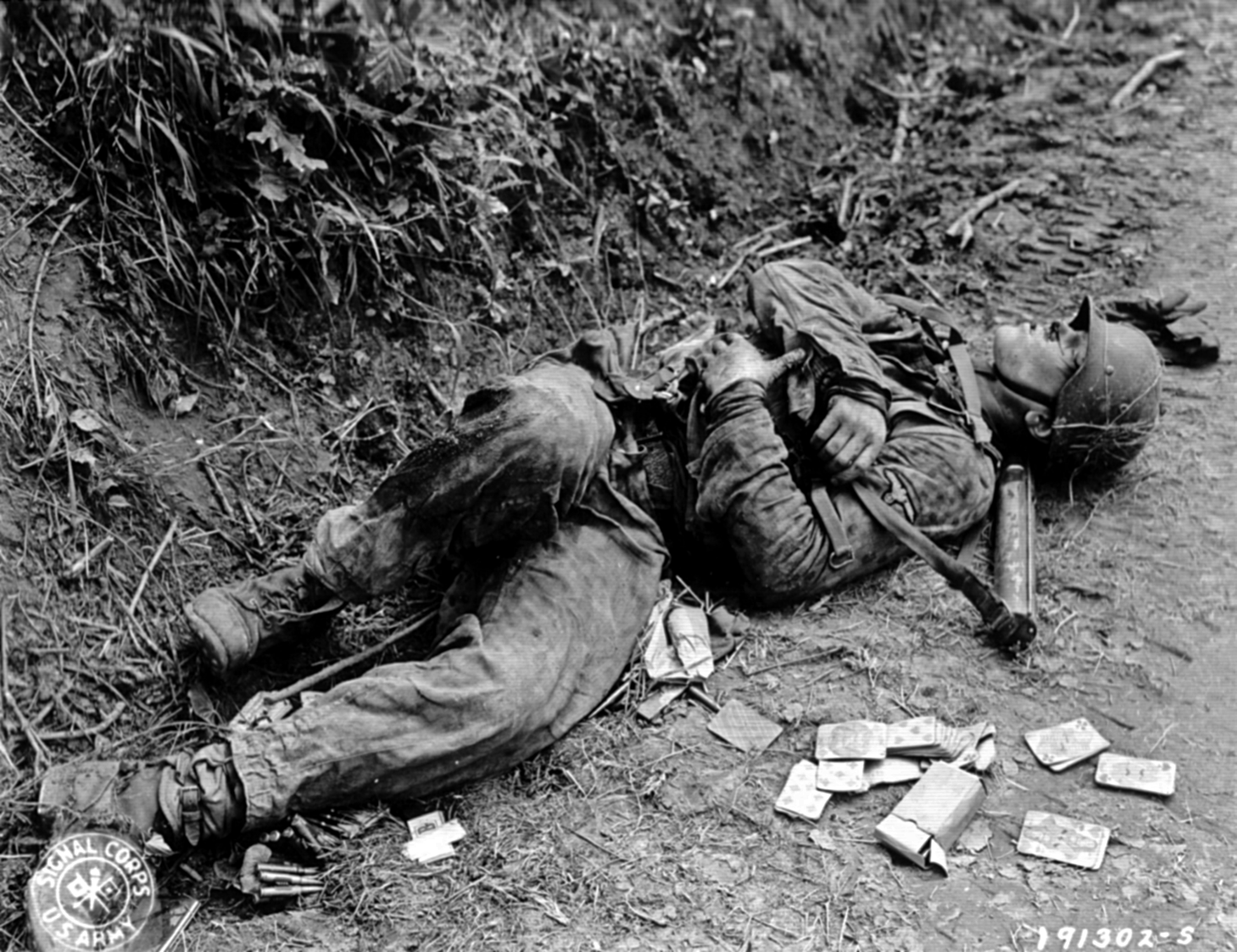
Тіло загиблого солдата Ваффен-СС. Північна Нормандія, червень 1944

Через 24 години після початку вторгнення на землю Франції лише 2 500 військовослужбовців 101-ї повітрянодесантної дивізії з числа 6 000, що десантувалися уночі 6 червня, були зібрані під контролем дивізійного командування. Дивізія в цей час силами 501-го полку поступово здійснила оточення міста Сен-Ком-дю-Мон, відбила контратаку 6-го німецького парашутного полку і поступово зміцнила свої позиції на захоплених рубежах.
9 червня дивізія отримала наказ командира VII корпусу на початок операції із захвату Карантана. 11 числа 502-й полк при підтримці 327-го планерного полку атакував місто, через добу завзятих боїв командування дивізії на допомогу виставило 506-й полк, який прорвав оборону німецьких військ та увірвався до Карантана.
Зранку 13 червня війська Вермахту при підтримці танків, штурмових гармат 37-го танкового полку СС 17-ї танкової дивізії СС, а також 3-го батальйону десантників 6-го парашутного полку контратакували з південно-західного напрямку підрозділи 101-ї дивізії в місті. Американці вимушені були відступити на лівому фланзі, тоді союзники кинули в бій свіжу 2-гу бронетанкову дивізію для відбиття контратаки німців.

Британські офіцери вивчають підбитий німецький Panzer IV, обладнаний посиленими протикумулятивними бортами. 11 червня 1944

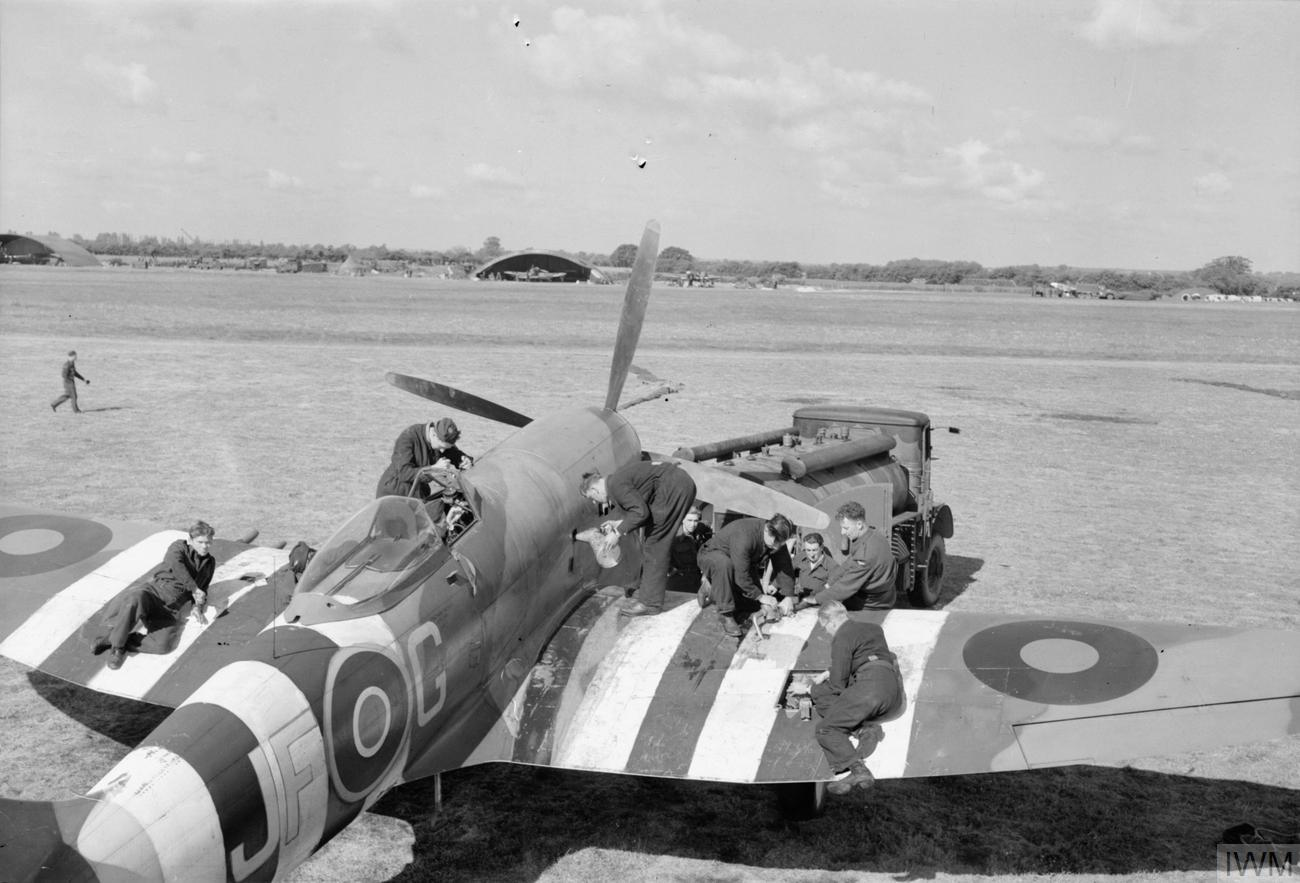
Наземний персонал здійснює дозаправлення та відновлення боєзапасу винищувача Hawker Tempest

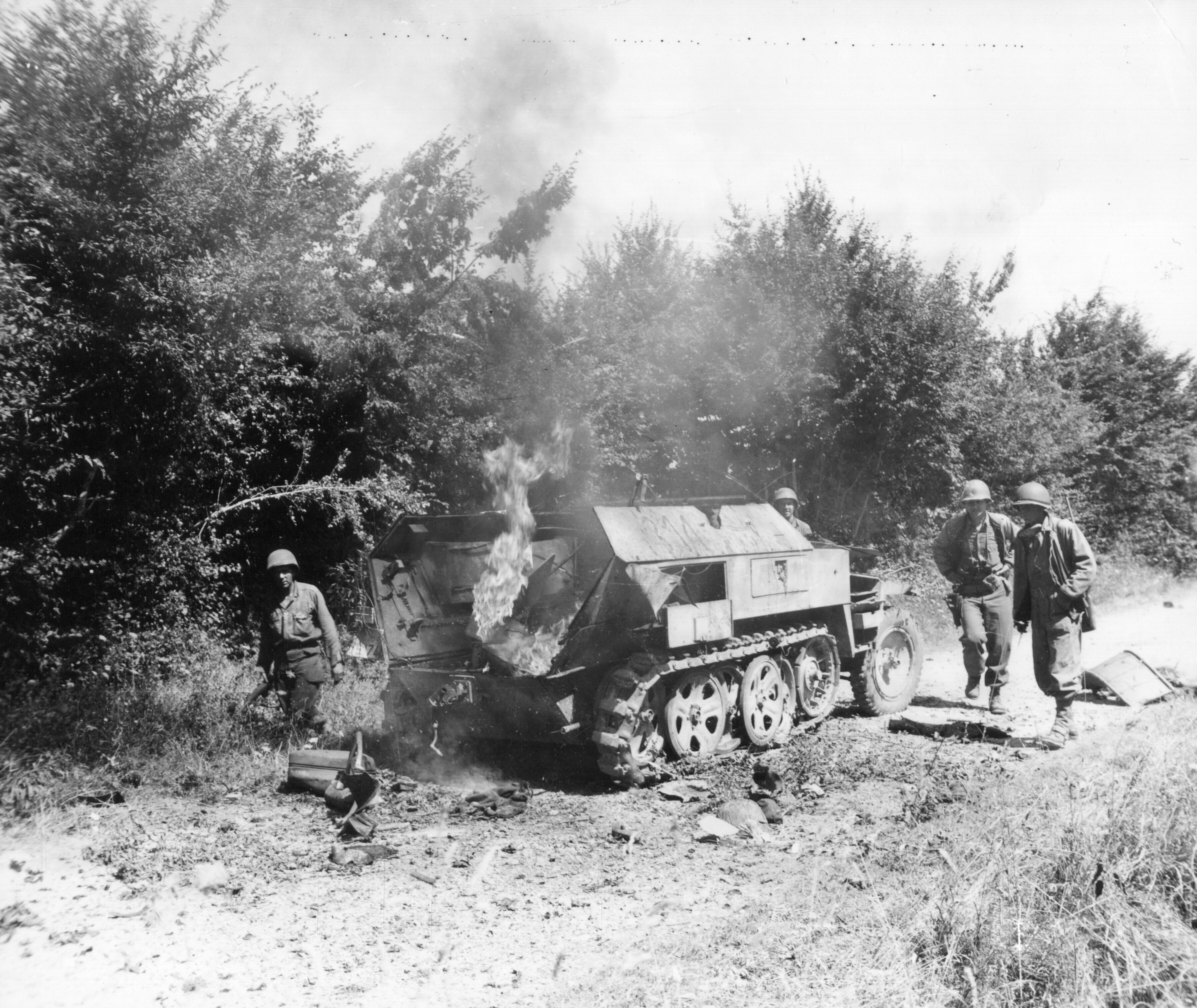
Палаючий німецький напівгусеничний бронетранспортер Sd.Kfz 250

15 червня 101-ша дивізія була передана до складу VIII американського корпусу, який закінчив передислокацію на землю Франції, та знаходилася на півострові до моменту свого повернення на Британські острови на доукомплектування.
82-га дивізія, зібравши лише 2 000 воїнів до кінця «Дня Д», зосереджувала свої головні сили біля Сент-Мер-Егліз, у той час як більшість військ вела важкі бої з перемінним успіхом із переважаючими військами противника. Дивізія, продовжуючи виконання бойового завдання, не зупиняла свої завзяті спроби захопити ключові мости через річку Мердере до 8 червня. Силами 325-го планерного полку при підтримці легких танків та САУ, американцям вдалося з'єднатися з розрізненими підрозділами 507-го полку, що вели бої в оточенні західніше Мердере до Шеф-дю-Пон включно. 10 червня 505-ту полку вдалося рішучою атакою у взаємодії з передовими підрозділами 4-ї піхотної дивізії захопити залізничну станцію Монтебур південно-західніше міста. 508-й полк водночас атакував важливий міст біля Безвіль-ла-Бастій та 12 червня оволодів населеним пунктом, добою пізніше захопив Бот. 14 червня 1944 підрозділи 101-ї дивізії з'єдналися з військами 508-го полку на всій захопленій площі.
325-й та 505-й полки, минаючи Пон-Лаббе, що був захоплений 90-ю піхотною дивізією (за планом — об'єкт захвату 82-ї дивізії), та просуваючись у західному напрямку, атакували й захопили місто Сен-Совер-ле-Віконт 16 червня. 507-й полк, діючи у південному напрямку, оволодів мостом через Дув південніше Пон-Лаббе.
19 червня 82-га дивізія, вслід за 101-ю, перейшла під командування VIII американського корпусу. Дивізія продовжувала виконання бойових завдань, діючи на напрямку Ла-Е-дю-Пюї, та після довготривалих боїв із перемінним успіхом 3 липня під проливним дощем оволоділа ключовою висотою на підступах до міста — висотою 122 (Монт-Кастр). На зміну десантникам прийшли частини 90-ї піхотної дивізії, а 82-га була виведена в резерв та згодом передислокована до Англії.
У ході запеклих боїв десантники змогли утримати свої позиції та найголовніше: забезпечити нарощування сил на плацдармах, завдяки чому союзники на той час мали на узбережжі 16 піхотних і 3 бронетанкових дивізії — всього 326 517 чоловіків, 54 186 бойових і транспортних машин і 104 428 т військового спорядження

### Британці на лівому фланзі
6-та повітрянодесантна дивізія продовжувала втримувати плацдарм і після того, як вона з'єдналася з військами, що висадилися морем. Тепер десантники стали виконувати роль звичайної піхоти. Між 7 і 10 червня дивізії довелося відбити кілька німецьких атак. При цьому 9-й батальйон, який зазнав найбільших утрат під час штурму Мелвільської батареї, потрапив під особливо важке бомбардування. На його ділянці оборони німці, не зупиняючись, провели велику кількість контратак.
11 червня було ухвалене рішення про розширення плацдарму східніше від річки Орн, і 6-та повітрянодесантна дивізія, посилена 1-м батальйоном 5-го Королівського Шотландського полку («Чорна варта»), перейшла в наступ на Бревіль, але зустріла запеклий опір: атака була відбита з великими втратами для британських військ. Наступного дня по всьому фронту 3-ї парашутної бригади були проведені потужний артилерійський обстріл й танкова атака противника, при чому німці знову сконцентрували свої зусилля на позиціях, що утримував 9-й парашутний батальйон. Командир бригади, зібравши парашутистів 1-го канадського парашутного батальйону, організував контратаку, що змусила німців відступити.
Із того моменту й до середини серпня дивізія залишалася на захоплених позиціях, утримуючи лівий фланг плацдарму союзників. 7 серпня дивізія отримала наказ підготуватися до наступу, і в ніч на 17 серпня війська дивізії почали просуватися вперед, долаючи сильний німецький опір. Просування завершилося 26 серпня, коли дивізія досягла своєї цілі — дійшла до дельти Сени.
За дев'ять днів боїв солдати пройшли 72 км, оволоділи територією площею близько 1000 км² і захопили в полон понад 1 000 німецьких солдатів. Усе це було досягнуто попри те, що, за словами Гейла, його піхотні з'єднання «були неадекватно екіпіровані для швидкого переслідування».
27 серпня дивізія була нарешті відведена з лінії фронту, а на початку вересня вона повернулася до Англії.

## Підсумки операції

### Загальний висновок
Незважаючи на великі труднощі, з якими зіткнулися союзники на першому етапі операції: розсіяння парашутистів і складний рельєф місцевості (це в якійсь мірі порушило намічені плани), доволі серйозні протидесантні приготування німців, десантники, застосовуючи партизанську тактику, успішно атакували противника і відрізали німецькі війська, що оборонялися, на узбережжі від їх командування, яке до 12 годин дня не могло отримати зрозумілу інформацію про початок висадки союзників на цій ділянці. 101-ша американська дивізія опинилася в кращих умовах й змогла виконати головне — захопити виходи з плацдармів. Менш результативна 82-га дивізія однак зв'язала своїми діями противника.
Німецькі підкріплення не змогли підійти близько до місця висадки американців. В цілому операція пройшла успішно і з набагато меншими втратами, ніж передбачав Т.Лі-Меллорі. Спочатку здавалося, що парашутисти зазнали дуже великих втрат. Вранці після викидання до 85 відсотків парашутистів вважалося зниклими безвісти. До вечора майже половина десантників вже діяла в своїх підрозділах, а багато, що вважалися безвісти зниклими, блукали протягом декількох днів і потім знаходили свої частини. Через три місяці, коли підводилися підсумки операції, було встановлено, що в день висадки втрати десанту склали лише 10 %, включаючи вбитих, зниклих безвісти і таких, що виявилися в полоні у німців. Втрати, безумовно, були чималі, але вони передбачалися ще більшими.
Відразу після закінчення операції, серед багатьох військових виникло риторичне питання, — чи коштувала такого числа жертв висадка повітряного десанту тим цілям, яких вони врешті-решт досягли? На думку більшості експертів, на це питання найкраще відповідає результат висадки морського десанту на два плацдарми — «Юта» та «Омаха».
Німецьким військам, що діяли в районі висадки десанту на плацдарм «Омаха» ніхто, по суті, не заважав. Командування сміливо маневрувало своїми силами та засобами, і на кінець Дня «Д» американці, втративши 2 374 військових вбитими, пораненими та зниклими безвісти, змогли захопити лише крихітну смужку поздовж узбережжя. Бредлі навіть постав перед питанням щодо скасування десанту на цієї ділянці.
Водночас, дії десантників у тиловій смузі позаду плацдарму «Юта», приводили німців у нервовий стан. Вимушене відривати значну кількість своїх військ, призначених для відбиття вторгнення з моря, на боротьбу з десантниками, командування Вермахту до того ж повністю втратило ініціативу на цьому напрямку, не маючи можливостей цілеспрямовано зосередитися на контратаці морського десанту.
Так, за свідченнями німецького оберст-лейтенанта Гюнтера Кіля, який потрапив у полон вже в ході битви за Шербур:

| «кожного разу, коли ми збиралися зосередитися позаду плацдарму «Юта», ми вступали у сутички з американськими десантниками.» Оригінальний текст (англ.) «each time we tried to assemble behind Utah Beach on D-Day, we were disrupted by bands of American paratroopers.»[79] |
Як наслідок, втрати американців в районі висадки «Юта» склали лише 197 чоловіків.
Усі цілі, визначені 6-й британській повітрянодесантній дивізії, були досягнуті практично без збоїв, що могли вплинути на кінцевий результат вторгнення. «Тонга» виявилася успішною десантною операцією: завдання були виконані, незважаючи на чисельні проблеми, пов'язані з несприятливими погодними умовами й навігаційними помилками пілотів, що спричинили розкидання парашутистів на величезному просторі. З іншого боку, це явище деякою мірою зіграло союзникам на руку: через те, що війська виявилися настільки розкиданими, німецькі війська, що оборонялися, не змогли точно визначити місце та масштаб висадки повітряного десанту британців. Але, це також було притаманно для всієї операції в цілому.
Наступного дня після висадки маршал Т.Лі-Меллорі у своєму звіті Ейзенхауеру писав, що інколи важко визнати свою помилку, але він радий, що його сумніви відносно можливості викидання десанту не підтвердилися. Він високо оцінював прозорливість Ейзенхауера і вибачався за те, що своїми сумнівами заподіяв йому зайве занепокоєння.

### Втрати особового складу
У День «Д» серед особового складу десанту за даними на серпень 1944 було встановлено втрату 1 240 військовослужбовців 101-ї дивізії (182 — вбитих, 557 — поранених, 501 — зниклих безвісти) та 1 259 — 82-ї (156 — вбитих, 347 — поранених, 756 — зниклих безвісти).
За станом на 30 червня втрати складали: 4 670 військовослужбовців 101-ї дивізії (546 — вбитих, 2 217 — поранених, 1 907 — зниклих безвісти) та 4 480 — 82-ї (457 — вбитих, 1 440 — поранених, 2 583 — зниклих безвісти).
У цілому за час операції, до моменту виведення з бою, американці втратили: зі складу майже 12 000 парашутистів, що десантувалися або приєдналися пізніше до 82-ї дивізії, 5 245 чоловіків було вбито, поранено, зникло безвісти або потрапило в полон. З числа майже 13 000 101-ї — 4 670 військових увійшли до офіційних втрат.
Британські втрати на першому етапі, коли дивізія діяла майже самостійно, між 5 червня та 7 червня, загалом склали 800 чоловіків, при тому, що всього на той момент у ній було 8 500 чоловіків. В цілому за операцію, до моменту виведення десантників в тилову зону наприкінці серпня, дивізіонні втрати склали 4 457 чоловіків: серед них 821 загиблий, 2 709 поранених і 927 зниклих безвісти.
Німецькі втрати налічували за приблизними даними за весь період боїв 21 300 чоловіків. З яких лише 6-й парашутний полк втратив 3 000 до кінця липня. Втрати за дивізіями (проти всіх союзних військ, не лише десантників) складали:
- 91-ша авіапольова дивізія: 2 212 (12 червня), 5 000 (23 липня);
- 243-тя піхотна дивізія: 8 189 (11 липня);
- 709-та піхотна дивізія: 4 000 (16 червня);
- 17-та танкова дивізія СС: 1 096 (30 червня).

### Втрати авіації
47 літаків типу С-47 було знищено за 2 доби в ході проведення повітрянодесантної операції; в більшості випадків екіпажі вцілили та змогли повернутися до своїх. 21 літак був втрачений в ході парашутного десантування 6 червня, 7 — під час доставляння планерів та 14 — у ході постачання вантажів та запасів. З 517 планерів, 222 були Horsa, переважна більшість з яких була або зруйнована в ході посадки або знищена вогнем німців після приземлення. Хоча більшість з 295 планерів Waco CG-4 постраждала не так суттєво, як Horsa, через погані умови на місцях приземлення для їх евакуації, 97 % планерів було вирішити залишити на полях.
Основними причинами провалу етапу десантування стало:
- наявність загуслого туману над багатьма районами викидання десанту;
- дотримання режиму радіомовчання після початку операції призвело до того, що льотчики не знали про погіршення погодних умов над Нормандією та наявність щільного шару хмар, який простягався на 35 км над західною частиною півострову;
- відсутність на 60 % літаків належного навігаційного обладнання, після розпаду формувань на бойові групи для десантування під зенітним вогнем противника призвело до втрати правильного курсу та, як наслідок, до розсіювання десанту поза межами визначених зон десантування;
- практично нульові результати роботи патфайндерів через слабку потужність радіомаяків та інші фактори, що вплинули на виконання завдання ними, як наслідок — літаки десантували особовий склад без прив'язки до орієнтирів та сигнальних засобів;
- інтенсивний зенітний вогонь наземних засобів ППО, через що льотчики були вимушені збільшити швидкість (180 км/год) та висоту (200 м) десантування парашутистів;
- багато екіпажів минули визначені зони висадки та десантували десант абиде. Так, у американців, з 20 серій викидання в двох місіях, лише 6 потрапили у визначені райони і десантували прицільно.

Але, незважаючи на кумулятивний ефект усіх цих факторів, головним чинником, який вплинув на кінцевий результат висадки, стало рішення провести десантування в нічний час. Наочно це було продемонстровано в той же день, коли засвітло командування продовжило десантування, й десант опинився на землі з високою ступеню точності, незважаючи на завзяту протидію з боку противника. Після Нормандії американці та британці ніколи більше протягом Другої світової війни не організовували десант у нічний час, і, до речі, в післявоєнний час усі головні операції проводилися вдень.

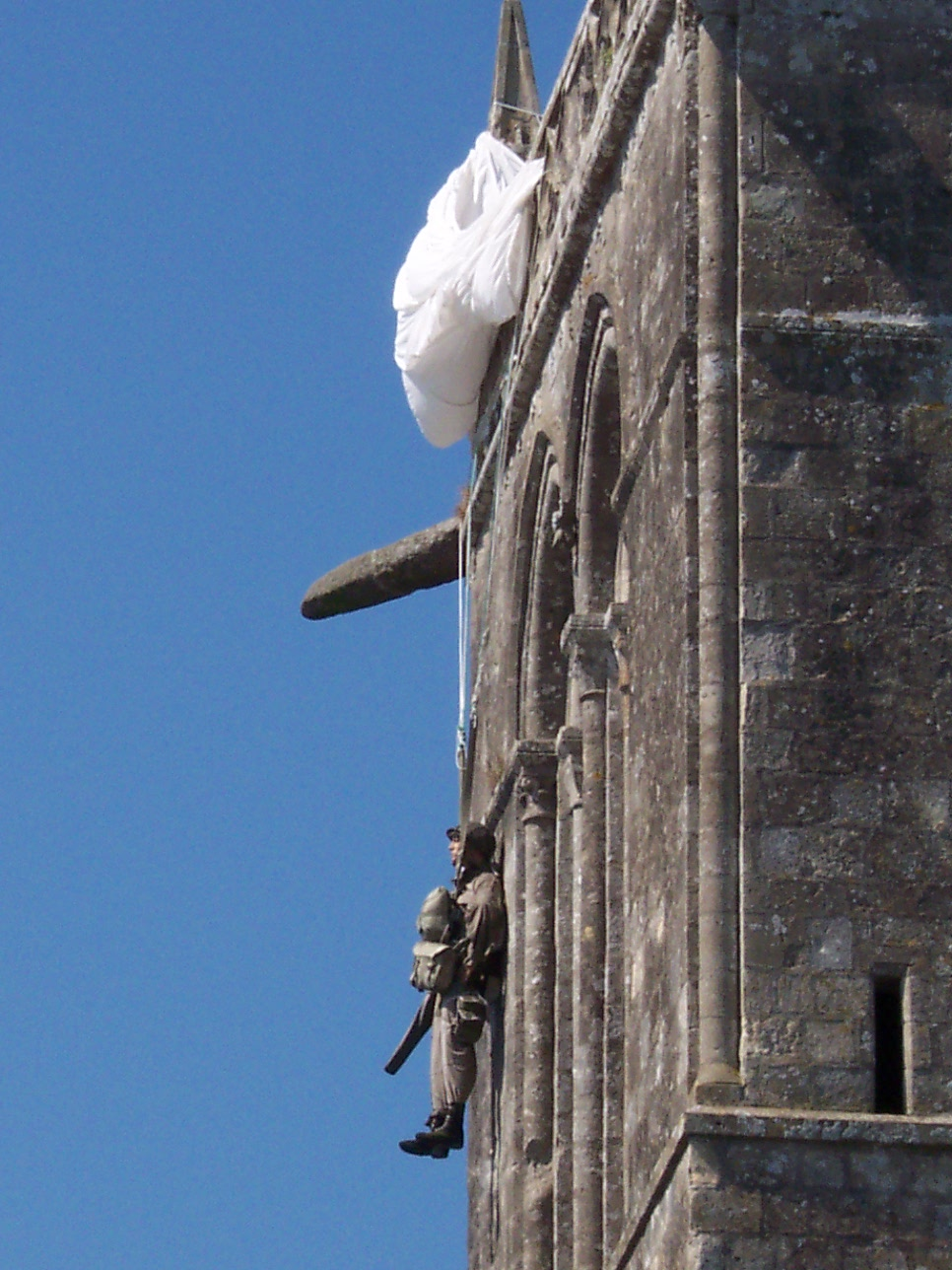
Меморіал десантникам, які загинули під час звільнення Сент-Мер-Егліз. Франція

## Післямова
У післявоєнний час серед багатьох військових істориків виникли суперечності з приводу того, яким чином повітрянодесантна операція вплинула на загальний хід вторгнення, чому, незважаючи на тривалий час підготовки та тренувань, десант зазнав таких величезних втрат ще при приземленні, й взагалі про доцільність проведення Нормандської повітрянодесантної операції.
До речі, дехто з авторів книг про ті часи, звинувачував льотчиків військово-транспортної авіації у непрофесіоналізмі, боягузтві та врешті-решт у провалі першого етапу операції — десантування. Навіть генерал Омар Бредлі у своїх спогадах звинуватив погіршені погодні умови, але зробив наголос на «недосвідченості та неспокої пілотів» під час викидання. Ветерани обох американських дивізій відверто висловлювали своє незадоволення результатами роботи екіпажів ВТА. Однак, командування 82-ї та 101-ї дивізій одностайно подякувало авіацію за їхню мужність та витримку. Також, один із найвідоміших ветеранів «Клекочучих орлів» капітан Френк Лілліман, який командував патфайдерами першої хвилі та першим приземлився на землю Франції, мав такий самий погляд.
Заступник командира 82-ї дивізії, генерал Дж. Гейвін стверджував:

| «успішне виконання парашутно-десантними полками своїх завдань залежить від сумлінного та кваліфікованого виконання пілотами та членами екіпажів своїх обов'язків. Я разом з іншими десантниками цілком впевнений, що через значні втрати, яких зазнали льотчики під час виконання задач із доставки десанту та труднощі, які виникли через туман, не змогли вплинути на те, що авіація зробила все можливе для того, щоби десант був висаджений точно й у визначений строк. І в більшості випадків це увінчалося успіхом.» Оригінальний текст (англ.) «"The accomplishments of the parachute regiments are due to the conscientious and efficient tasks of delivery performed by your pilots and crews. I am aware, as we all are, that your wing suffered losses in carrying out its missions and that a very bad fog condition was encountered inside the west coast of the peninsula Yet despite this every effort was made for an exact and precise delivery as planned. In most cases this was successful."[90]" |
Автори, що підтримували лінію на захист авіації, доводять у своїх спогадах, що ситуація, яка створилася в повітрі однаково складно вплинула як на пілотів, так й на десантників. Під постійним вогнем зенітних засобів, у тумані, втративши орієнтири, деякі десантники намагалися скинути вантажні парашути та таким чином втрачали час й були вимушені залишати борт літаків значно пізніше. Дехто не зміг (із різних причин) стрибнути вночі на палаючу землю. За офіційними даними, 9 людей відмовилися стрибати, ще 35 повернулися непошкодженими назад — до Англії. Після приземлення, ошалілі від становища, в якому вони опинилися, багато парашутистів ховалися по канавах, кущах та чагарниках; ветеранам довелося буквально стусанами вводити їх до строю.
Ситуація, яка коїлася в повітрі та на землі, доволі правдоподібно продемонстрована у військово-історичному серіалі Стівена Спілберга та Тома Хенкса за романом Стівена Емброуза «Брати по зброї». По ходу фільму глядач може зі значним рівнем достовірності вникнути в реалії бойового становища та в цілому оцінити, в яких умовах довелося воювати десантникам.

## Відео
- D-Day Minus One (1945)(англ.)